# 1986
Het jaar 1986 is een jaartal volgens de christelijke jaartelling.

## Gebeurtenissen
januari
- 1 - Flevoland, met op dat moment 170.000 inwoners, wordt de twaalfde provincie van Nederland.
- 1 - Aruba scheidt zich af van de overige Nederlandse Antillen en wordt een autonoom onderdeel van het Koninkrijk der Nederlanden als status aparte.
- 1 - Spanje en Portugal worden lid van de Europese Gemeenschap.
- 7 - De Nederlandsche Bank introduceert een biljet van 250 gulden, bijgenaamd 'de vuurtoren'. Dit biljet zal in gebruik blijven tot de overgang naar de euro in 2002.
- 12 - In Frankrijk verschijnt de komiek Coluche voor het eerst op televisie met Les Enfoirés, een groep artiesten die geld willen inzamelen voor de Restos du Cœur. Dit groeit uit tot een jaarlijks terugkerend media-evenement. Coluche zelf zou nog geen half jaar later, op 19 juni, op 41-jarige leeftijd overlijden ten gevolge van een nekbreuk die hij opliep bij een motorongeluk.
- 14 - Meer dan 30 jaar geleden kwamen de militairen, gesteund door de VS, aan de macht. Met de beëdiging van Vinicio Cerezo krijgt Guatemala weer een burgerpresident.
- 15 - De Russische leider Michail Gorbatsjov stelt voor tot het jaar 2000 in een driefasenplan alle kernwapens uit de wereld te helpen. De NAVO reageert positief. De Amerikaanse president Ronald Reagan antwoordt in februari met het voorstel om overal de Amerikaanse en Russische landraketten voor de korte en middellange afstand in aantal te verminderen.
- 19 - Het Brain-virus duikt op, het eerste computervirus in de geschiedenis. Het verspreidt zich door diskettes.
- 20 - In Lesotho, dat geheel door Zuid-Afrika wordt omsloten, neemt generaal-majoor Justin Metsing Lekanya met een militaire staatsgreep de macht over.
- 20 - Engeland en Frankrijk sluiten een verdrag voor de bouw van een tunnel onder Het Kanaal. Het zal een spoortunnel worden.
- 20 - In Zweden heeft een luchtvaartmaatschappij de primeur van een lijndienst uitsluitend voor niet-rokers. In zeer veel westerse landen begint het roken 'uit' te raken.
- 26 - De ruimtesonde Voyager 2 bereikt de planeet Uranus en is het eerste ruimtetuig dat deze planeet bezoekt.
- 26 In Caïro bepaalt het gerechtshof dat vertellingen van Duizend-en-een-nacht tot de klassieke literatuur behoort. Het verbod wordt opgeheven.
- 28 - De spaceshuttle Challenger explodeert 73 seconden na de lancering.
- 29 - In Oeganda wordt de leider van het opstandige Nationale Verzetsleger, Yoweri Museveni, na vijf jaar burgeroorlog de nieuwe president.
- 31 - Op Haïti wordt na ernstige ongeregeldheden de noodtoestand uitgeroepen. President voor het leven Jean-Claude Duvalier, Baby Doc, die zijn positie heeft geërfd van zijn vader, probeert het nog met de aankondiging van economische en sociale hervormingen, maar op 7 februari is er voor hem geen andere uitweg meer dan het land te ontvluchten.

februari
- 4 - Israëlische gevechtsvliegtuigen onderscheppen boven de Middellandse Zee een Libisch verkeersvliegtuig en dwingen het in Israël te landen. Per abuis wordt aangenomen dat er enkele Palestijnse leiders aan boord zijn. Het voorval leidt in alle Arabische landen tot felle protesten.
- 7 - Op Haïti neemt een Nationale Raad onder leiding van generaal Henri Namphy de macht over van "Baby Doc" Jean-Claude Duvalier. De feestende menigte breekt het graf van "Papa Doc" François Duvalier open en koelt haar woede op zijn stoffelijke resten.
- 23 - De Nederlandse atlete Nelli Cooman behaalt bij de Europese indoorkampioenschappen in Madrid een wereldrecord op de 60 meter: 7 seconden rond. In augustus wordt zij ook Europees buitenkampioene op de 100 meter, in een Nederlands record van 11,08 seconden.
- 25 - Na vier dagen van massale demonstraties in de Filipijnen (bekend geworden als EDSA-revolutie) ontvlucht president Ferdinand Marcos het paleis en wordt Corazon Aquino de nieuwe Filipijnse president. Het 21 jaar oude Marcos-regime is daarmee geëindigd.
- 26 - De veertiende editie van de Elfstedentocht wordt verreden. Opnieuw is Evert van Benthem de winnaar, net als vorig jaar.
- 27 - De Tweede Kamer besluit het wetsontwerp goed te keuren waarin een overeenkomst staat met de Verenigde Staten over de stationering van kruisvluchtwapens.
- 28 - De Zweedse premier Olof Palme wordt in Stockholm vermoord, de zaak is tot op heden onopgelost
- 28 - President José Sarney van Brazilië kondigt een programma af voor het bestrijden van de inflatie en ter stimulering van de economische groei. Het volk zelf krijgt de taak om de in verband hiermee afgekondigde prijzenstops in de gaten te houden.

maart
- 2 - Zafer al Masri, sinds 1976 de eerste Palestijnse burgemeester in Israëlisch gebied, wordt door onbekenden doodgeschoten.
- 3 - Door het diamantschandaal rond het wisselkantoor Kirschen komen betrokken liberale ministers in opspraak.
- 6 - Het 27ste Sovjet-partijcongres, waarop Gorbatsjovs positie als partijleider versterkt wordt, loopt ten einde.
- 8 - Amadeo Marie Joseph Carl Pierre Philippe Paola Marco d'Aviano, de eerstgeborene van prinses Astrid en prins Lorenz wordt gedoopt.
- 13 - "De ontmoeting van de eeuw" vindt plaats: de Europese sonde Giotto nadert de komeet van Halley, die voor het eerst sinds 1910 weer in de buurt van de aarde komt. Het ruimtetuig zendt unieke beelden van de kern van de komeet terug naar de aarde.
- 13 - Na een onderzoek van enkele jaren wordt bekendgemaakt dat het beroemde schilderij De man met de gouden helm in het museum in Leningrad niet, zoals altijd was aangenomen, is gemaakt door Rembrandt van Rijn.
- 15 - In Zweden wordt de vermoorde premier Olof Palme onder massale belangstelling begraven.
- 16 - Bij de parlementsverkiezingen in Frankrijk verliezen de socialisten de meerderheid. Frankrijk gaat voor het eerst kennismaken met de cohabitation.
- 16 - Ruim 75% van de stemgerechtigden in Zwitserland verwerpt een toetreding van hun land tot de NAVO.
- 19 - In Groot-Brittannië wordt de verloving van prins Andrew met Sarah Ferguson bekendgemaakt.
- 19 - Gemeenteraadsverkiezingen in Nederland leveren een grote winst op voor de PvdA. Voor het eerst mogen niet-Nederlanders stemmen mits ze vijf jaar in de gemeente hebben gewoond.
- 20 - Albert Houssiau wordt benoemd tot de nieuwe bisschop van Luik.
- 20 - In Italië komt een groot wijnschandaal aan het licht. Verschillende wijnhandelaren bewerkten hun producten met methanol. Zeker vijftien mensen zijn om het leven gekomen na het drinken van de wijn.
- 21 - Bij een herdenkingsbetoging van het bloedbad van Sharpeville in 1960 in Zuid-Afrika komen 13 mensen om het leven.
- 22 - De ex-bankier Michele Sindona, die tot levenslang veroordeeld was wegens zijn aandeel in schandalen rond de Banco Ambrosiano en de loge P-2, sterft in zijn cel na het drinken van door cyaankali vergiftigde koffie.
- 24- Bij de 58ste Oscaruitreiking is de film Out of Africa de grote winnaar met zeven Oscars, onder andere voor beste film, beste regie, beste geluid en beste muziek.
- 24 - Nadat de spanningen tussen Libië en de VS al op 7 januari hebben geleid tot een economische boycot van het Arabische land door de Amerikaanse president Ronald Reagan en tot het blokkeren van alle Libische gelden in de VS, komt het nu op de Middellandse Zee ook tot gevechtshandelingen tussen de twee landen.
- 25 - Het Joods Wereldcongres beschuldigt de voormalige secretaris-generaal van de VN Kurt Waldheim ervan dat hij in de Tweede Wereldoorlog wist van oorlogsmisdaden die op de Balkan werden gepleegd en dat hijzelf aan ten minste één actie tegen de verzetsstrijders zou hebben deelgenomen. Waldheim ontkent en wordt op 8 juni met ruime meerderheid tot president van Oostenrijk gekozen. De beschuldigingen aan Waldheims adres houden aan en leiden tot zijn internationale isolering, maar de Oostenrijkers lijken er steeds vaster van overtuigd dat ze de juiste keuze hebben gemaakt.
- 27 - Fata Morgana, een attractie in het Nederlandse pretpark de Efteling, wordt geopend.
- 29 - Bij de aanslag op de Centrumpartij en de Centrum Democraten in Kedichem brandt een hotel af en raakt een lid van de CD ernstig gewond.
- 30 - Op Paaszondag is het Sint-Pietersplein in Vaticaanstad voor het eerst versierd met bloemen uit het Westland, waarvoor de paus Nederland bedankt.
- 31 - Bij een brand in Hampton Court, het paleis van de Britse koningin Elizabeth, komt één persoon om het leven. De brand verwoest drie verdiepingen en de zich daarin bevindende kunstschatten.
- 31 - Een Mexicaanse Boeing 727 stort neer op 130 km ten noorden van Mexico Stad. Alle 166 inzittenden komen om het leven.

april
- 6 - Adrie van der Poel wint de wielerklassieker de Ronde van Vlaanderen.
- 11 - In Karachi eindigt de Nederlandse hockeyploeg als zesde en laatste bij het toernooi om de Champions Trophy.
- 13 - Golf: Jack Nicklaus wint zijn zesde Masterstoernooi.
- 15 - Amerikaanse bommenwerpers voeren een aanval uit op de Libische hoofdstad Tripoli als vergelding voor beweerde Libische steun aan terroristische bewegingen in en buiten het Midden-Oosten.
- 17 - Er komt een einde aan de Driehonderdvijfendertigjarige Oorlog tussen de Scilly-eilanden en Nederland
- 18 - De Russische partijleider Michail Gorbatsjov stelt het Westen voor om de conventionele wapens en strijdkrachten in Europa, "van de Atlantische Oceaan tot de Oeral", te beperken.
- 24 - In de middag vindt, onder andere in Nederland en België, een totale maansverduistering plaats.
- 25 - Piet Beertema registreert de eerste landencode (nationaal topleveldomein): .nl.
- 26 - Een van de vier reactors van de kerncentrale van het Oekraïense Tsjernobyl ontploft. Meer dan vierduizend mensen komen om het leven bij de reddingsoperatie, en waarschijnlijk miljoenen anderen komen om of dragen de gevolgen van de vrijgekomen straling. De gevolgen voor Nederland en België zijn gering. Het RIVM wordt gevraagd om de stralingsmetingen uit te breiden. Alleen het verbouwen van rodekool is in Nederland gedurende een zekere periode verboden als gevolg van stralingsgevaar.
- 26 - Steven Rooks wint de 21ste editie van de Amstel Gold Race.
- 28 - Het team van de Sovjet-Unie wint voor eigen publiek het wereldkampioenschap ijshockey voor A-landen.
- 30 -  Het verbod van de Internationale Walvisconferentie op de commerciële walvisvangst treedt in werking.

mei
- 3 - België wint het 31ste Eurovisiesongfestival in Bergen, Noorwegen. De 13-jarige Sandra Kim behaalt met J'aime la vie 176 punten.
- 7 - In Nederland wordt de Nationale Havenraad ingesteld.
- 14 - Het RIOD publiceert een tot nog toe niet-gepubliceerd deel van het Dagboek van Anne Frank.
- 16 - Vier jaar na de oorlog om de Falklandeilanden worden de toentertijd verantwoordelijke legercommandanten in Argentinië veroordeeld tot gevangenisstraffen vanwege de zeer gebrekkige paraatheid van de troepen. Ex-president Leopoldo Galtieri krijgt met twaalf jaar cel de zwaarste straf, hoewel hij zijn straf in alle comfort mag uitzitten.
- 19 - Opnieuw overschrijden Zuid-Afrikaanse troepen de grenzen en vallen steunpunten aan van de verboden Zuid-Afrikaanse verzetsbeweging ANC (Afrikaans Nationaal Congres) in Botswana, Zimbabwe en Zambia.
- 20 - De Belgische Hélène Passtoors wordt in Zuid-Afrika veroordeeld tot 10 jaar gevangenisstraf wegens hoogverraad, zijnde steun aan het verboden ANC.
- 20 - De omstreden grensrivier Amoer tussen China en de Sovjet-Unie mag weer worden bevaren, nadat het vaarverkeer daarop twintig jaar lang heeft stilgelegen.
- 21 - Bij de Tweede Kamerverkiezingen boekt het CDA van premier Ruud Lubbers een forse overwinning. Ook de Partij van de Arbeid behaalt onder de nieuwe lijsttrekker Wim Kok forse winst. De CPN verdwijnt na 67 jaar uit de Nederlandse volksvertegenwoordiging.
- 22 - Weliswaar stemmen de ministers van Defensie van alle NAVO-partners in met de Amerikaanse plannen om nieuwe chemische wapens te gaan vervaardigen, maar de helft van de landen wijst stationering op hun grondgebied af, zelfs in tijden van crisis.
- 25 - Meer dan 20 miljoen mensen in ongeveer 70 landen nemen deel aan een door topsporters wereldwijd gepropageerde wedloop tegen de honger: Sport Aid. De opbrengst moet ten goede komen aan de mensen in Afrika die honger lijden.
- 30 - Denemarken is het eerste westerse land dat overgaat tot een algehele handelsboycot van Zuid-Afrika en het door dat land bezette Namibië.

juni
- 1 - De spoorlijn Amsterdam Centraal-Amsterdam Sloterdijk-Schiphol wordt geopend.
- 1 - De spoorlijn Nieuwersluis-Uithoorn wordt gesloten. Het is het laatste restant van de Haarlemmermeerspoorlijnen. Uniek punt in de lijn was de overweg in de A2.
- 6 - In de Frankfurter Allgemeine Zeitung trekt Ernst Nolte parallellen tussen Auschwitz en de Goelag-archipel. Hij tast daarmee in de ogen van zijn tegenstanders de uniciteit van Auschwitz aan. Zo begint in West-Duitsland de Historikerstrijd.
- 8 - Nieuwe elektronische technieken verschaffen twee dove kinderen in Melbourne het gehoor.
- 12 - In heel Zuid-Afrika wordt de noodtoestand uitgeroepen, uit angst dat de herdenking van de tiende verjaardag van de opstand in Soweto op zware onlusten zal uitdraaien. In de krottenwijk Crossroads bij Kaapstad zijn hevige gevechten gaande; tot eind juni vallen er vijftig doden.
- 13 - België keurt een wet over het verwijderen van organen voor transplantatie goed. Deze wet gaat ervan uit dat elke burger ermee instemt dat na zijn overlijden, diens organen voor transplantatie kunnen gebruikt worden, indien hij tijdens zijn leven hier niets over liet registreren.
- 18 - Bij het neerslaan van opstanden in drie gevangenissen in Peru komen volgens officiële cijfers ten minste 276 mensen om het leven, maar een getal van 400 lijkt een reëlere schatting. Vooral veel gevangen leden van de maoïstische guerillabeweging Lichtend Pad worden gedood.
- 21 - Als eerste Oostblokland ziet Hongarije af van de tot deze datum bloeiende import van giftig afval tegen harde westerse deviezen. De milieuproblemen gaan te zwaar wegen.
- 23 - Veerboot m.s. 'Molengat' vaart de eerste dubbeldeksreis tussen Texel en Den Helder.
- 24 - Matt Biondi scherpt in Orlando zijn eigen wereldrecord op de 100 meter vrije slag aan tot 48,74 s. Het oude record (48,95 s) stond sinds 6 augustus 1985 op naam van de Amerikaanse zwemmer.
- 25 - België verliest in de halve finale van het WK voetbal in Mexico met 2-0 van Argentinië. Tegen Frankrijk verliezen de Rode Duivels de strijd om het brons.
- 25 - Bij een vliegtuigbotsing bij Visé botsen een sportvliegtuig en een Mirage 5 van de Belgische luchtmacht tegen elkaar. Bij dit ongeval vallen drie doden.
- 26 - Bijna twee derde van de stemmers verklaart zich in een referendum in Ierland vóór het toestaan van echtscheiding.
- 26 - Voor ex-premier Paul Vanden Boeynants valt na ruim vijf jaar rechtsgang en 80 verhoren het vonnis: drie jaar voorwaardelijke gevangenisstraf en een forse boete. De rechter acht bewezen dat hij zich heeft schuldig gemaakt aan zaken als belastingontduiking, valse balansen en valsheid in geschrifte.
- 28 - Nadat in de Italiaanse provincie Bergamo het drinkwater besmet geraakt is met landbouwgif en de bevolking van water moest worden voorzien door tankwagens, stelt het Italiaanse ministerie van volksgezondheid een tien keer zo hoge maximaal toelaatbare waarde vast voor de betreffende stof in het drinkwater.
- 29 - Argentinië wint in Mexico onder aanvoering van Diego Maradona de wereldtitel door West-Duitsland in de finale van het WK voetbal met 3-2 te verslaan.
- 29 - Op een congres in San Diego (VS) geven wetenschappers uiting aan hun bezorgdheid over een groeiend 'gat' in de ozonlaag van de atmosfeer, dat is vastgesteld boven het Zuidpoolgebied.

juli
- 1 - Oprichting in de binnenlanden van Suriname van het Junglecommando door Ronnie Brunswijk. Doelen zijn de bescherming van indianen en Marrons, en de verdrijving van het regime van Desi Bouterse.
- 1 - In Zuid-Afrika worden zogenaamde 'hervormingswetten' van kracht. Ze vervangen de beruchte 'pasjeswet', die van de bewoners van de thuislanden buitenlanders maakte. De onrust houdt aan.
- 15 - Voor het eerst wordt een officiële spelling vastgesteld van het Sranan tongo.
- 22 - Omdat Marokko bezoek ontvangt van de Israëlische premier Shimon Peres, verbreekt Syrië de diplomatieke betrekkingen met dit Arabische koninkrijk in Noord-Afrika.
- 24 - Slechts 27 nationale teams nemen in Edinburgh deel aan de Gemenebestspelen. Maar liefst 31 landen hebben afgezegd, waarvan 26 uit protest tegen de Zuid-Afrika politiek van Engeland, dat strenge sancties afwijst. Groot-Brittannië sluit zich ook niet aan bij de boycotmaatregelen waar de belangrijkste landen van het Britse Gemenebest het over eens worden op hun topconferentie van 5 augustus.
- 27 - Meesterknecht Greg LeMond uit de Verenigde Staten verslaat zijn Franse kopman Bernard Hinault en wint voor de eerste keer de Ronde van Frankrijk.
- 28 - Michail Gorbatsjov kondigt aan dat een deel van de Russische troepen vóór het einde van het jaar zal worden teruggetrokken uit Afghanistan.

augustus
- 6 - Met de opening van een spoorlijn van 60 kilometer lengte naar Joegoslavië wordt ook Albanië aangesloten op het Europese spoorwegnet.
- 11 - De VS schorten hun medewerking aan het pacifische ANZUS-verdrag op, omdat Nieuw-Zeeland geen schepen tot zijn havens wil toelaten die zijn uitgerust met atoomwapens of nucleaire aandrijving.
- 15 - De Iraanse Soraya Manutchehri wordt door steniging ter dood gebracht. Haar werd overspel ten laste gelegd.
- 15 - Het Internationaal Monetair Fonds (IMF) verklaart Peru niet langer kredietwaardig. Het land weigert zich te onderschikken aan de maatregelen die het IMF nodig acht om de economie zodanig op orde te brengen dat de huidige schulden kunnen worden afbetaald.
- 18 - Hoewel de VS een aantal ondergrondse kernproeven hebben uitgevoerd, verlengt de Sovjet-Unie het eenzijdige uitstel op dergelijke proefexplosies tot het einde van het jaar.
- 21 - 1742 doden in Kameroen als gevolg van een ramp met koolstofdioxide.
- 28 - In Bolivia roept de regering de noodtoestand uit om het verzet van de mijnwerkers tegen de sluiting van tinmijnen te breken. Door het instorten van de prijzen op de wereldmarkt zijn de mijnen niet langer rendabel.
- 31 - Het Sovjet-passagiersschip Admiraal Nakhimov komt in de Zwarte Zee in botsing met het vrachtschip Pyotr Vasev: 398 doden.
- 31 - Aeromexico-vlucht 498 stort neer in Cerritos, Californië na een botsing met een Piper Cherokee sportvliegtuig. Er vallen 82 doden, van wie 15 op de grond.

september
- 7 - Bij een mislukte aanslag op de Chileense president Augusto Pinochet komen vijf van zijn lijfwachten om het leven.
- 11 - De regering van Polen laat tot de 15de van de maand alle politieke gevangenen vrij.
- 24 - Vaststelling van de eilandsverordening, houdende vaststelling van de spelling van het Papiamentu voor het eilandgebied Bonaire.
- 27 - Cliff Burton, bassist van de Amerikaanse metalband Metallica sterft na een ongeluk tijdens hun tournee in Europa, hun toerbus raakt van de weg, hij wordt uit het raam geslingerd en krijgt de bus over zich heen.
- 27 - De Amerikaanse Senaat en de rest van het Congres gaan akkoord met de ingrijpendste belastinghervorming van de laatste vijftig jaar: in de toekomst zijn er nog maar twee inkomensklassen, die bovendien met 15 respectievelijk 28 procent beduidend lager worden belast dan voorheen. Ook voor de bedrijven gaan de schalen van 12 tot maximaal 34 procent naar beneden.
- 30 - De Belgische Raad van State bepaalt dat José Happart wegens Nederlands-onkundigheid niet langer burgemeester van Voeren mag zijn. Het oordeel heeft alom onrust tot gevolg en de regering raakt in crisis. Het lukt niet Happart weg te krijgen en in zijn plaats ziet de verantwoordelijk minister Charles-Ferdinand Nothomb zich op 17 oktober gedwongen af te treden.

oktober
- 1 - De Amerikaanse Senaat stemt een veto van president Ronald Reagan weg. Gevolg is dat een reeks sancties tegen Zuid-Afrika van kracht wordt. Ruwe grondstoffen als uranium, staal en agrarische producten mogen niet meer uit Zuid-Afrika worden geïmporteerd, terwijl talrijke andere goederen niet meer naar het vaderland van de apartheid mogen worden geëxporteerd.
- 3 - Het partijcongres van de oppositionele Labour-partij in Blackpool eist van Engeland een eenzijdige nucleaire ontwapening en een geleidelijk afbouwen van het gebruik van kernenergie; het NAVO-lidmaatschap mag in stand blijven.
- 4 - Koningin Beatrix stelt in de monding van de Oosterschelde de Oosterscheldekering in gebruik. Staatshoofden uit veel Europese landen wonen de plechtigheid bij.
- 6 - Leden van de Bandidos treffen het Deense hoofdkwartier van de Hells Angels in Kopenhagen met een antitankgranaat, waarbij een toevallige voorbijganger wordt gedood.
- 9 - De film Aliens gaat in Nederland in première.
- 11 - 12 - Bij de topontmoeting tussen de Amerikaanse president Ronald Reagan en de Russische partijleider Michail Gorbatsjov in Reykjavik (IJsland) worden in eerste instantie vorderingen gemaakt, maar later gaat alles niet door vanwege de onoverbrugbare meningsverschillen ten aanzien van de ruimtewapens (SDI).
- 17 - De VS geven amnestie aan alle illegale immigranten die ten minste al sinds 1982 in het land zijn. Vooral in de agrarische sector hebben veel van deze mensen emplooi gevonden.
- 18 - Bij het WK hockey in Londen komt de Nederlandse hockeyploeg niet verder dan de zevende plaats. In de afsluitende wedstrijd, de laatste interland van strafcornerkanon Ties Kruize, wordt Polen met 7-2 verslagen.
- 19 - Samora Machel, president van Mozambique, komt op 53-jarige leeftijd om het leven als het vliegtuig waarin hij reist, neerstort in Zuid-Afrika.
- 20 - Op de helft van de wettelijke regeerperiode van het kabinet ruilen in Israël premier Shimon Peres en minister van buitenlandse zaken Yitzhak Shamir, zoals afgesproken bij de coalitievorming, van ambt.
- 29 - De Saoedische olieminister Ahmed Zaki Yamani, die al 24 jaar dezelfde functie bekleedde, ontslagen door koning Fahd. Yamani was steeds een sleutelfiguur binnen de OPEC, de organisatie van olieproducerende landen.
- 31 - De ontvoerders van Freddy Heineken worden door Frankrijk aan Nederland uitgeleverd.

november
- 1 - Bij een brand bij het chemiebedrijf Sandoz in Bazel (Zwitserland) stromen met het bluswater grote hoeveelheden giftige chemicaliën in de Rijn.
- 20 - Premier Lubbers en minister Van den Broek brengen een bezoek aan de Sovjet-Unie.
- 22 - De twintigjarige Mike Tyson wordt de jongste wereldkampioen boksen bij de zwaargewichten uit de geschiedenis.
- 25 - Op Nieuw-Caledonië wordt door twaalf onafhankelijke staten in Oceanië een conventie getekend over bescherming van het milieu in de zuidelijke Grote Oceaan. Ook Nieuw-Zeeland, Frankrijk, Australië en de VS tekenen het akkoord, waarin met name een verbod staat op het dumpen van radioactief afval binnen de 200-mijlszone rond de eilanden.
- 25 - Irangate gaat aan het rollen: de Amerikaanse veiligheidsadviseur admiraal John Poindexter treedt af en diens medewerker luitenant-kolonel Oliver North wordt, nadat hij dagenlang de papiervernietiger heeft gevoerd met geheime documenten, ontslagen. Medewerkers van de Nationale Veiligheidsraad blijken met medeweten van leden van de Amerikaanse regering in het geheim wapens te hebben verkocht aan Iran. Uit de winst daarvan zijn buiten het parlement om de Nicaraguaanse contra's gesteund.
- 28 - De VS nemen de 131 met kruisraketten bewapende B52-bommenwerpers in gebruik en schenden daarmee welbewust het tot dit moment nageleefde, hoewel nooit geratificeerde SALT II-akkoord met de Sovjet-Unie. Van dit laatste land komt vooralsnog geen reactie op de Amerikaanse provocatie.
- 29 - Bij een overval van het Surinaamse leger op het marron-dorp Moiwana worden meer dan veertig burgers gedood.
- 30 - Eerste vlucht van de Fokker 100 vanaf Luchthaven Schiphol.

december
- 3 - Ondanks verzet van 'moederland' Frankrijk zetten de Verenigde Naties Nieuw-Caledonië op de lijst van niet-autonome gebieden. Geconstateerd wordt dat de bevolking recht heeft op zelfbeschikking en onafhankelijkheid.
- 16 - De voormalige Amerikaanse regeringswoordvoerder Larry Speakes geeft toe dat de VS niet alleen Iran van wapens hebben voorzien in de vernietigende Golfoorlog maar tegelijk aan Irak, de andere partij, informatie hebben verschaft die van vitaal belang was voor de oorlogsvoering.
- 18 - Twee Makro-supermarkten in Duiven (Gelderland) en in Duivendrecht (bij Amsterdam), worden in de as gelegd door actiegroep Rara. Op deze wijze willen de actievoerders het moederbedrijf van de Makro, SHV, dwingen om zich terug te trekken uit Zuid-Afrika.
- 19 - Na zes lange jaren van binnenlandse verbanning naar de stad Gorki, keren de dissident en Nobelprijswinnaar voor de Vrede, de atoomgeleerde Andrej Sacharov, en diens vrouw Jelena Bonner terug naar Moskou.
- 19 - In Shanghai beginnen, ondanks verboden, toch demonstraties van Chinese studenten. De eisen zijn: meer democratie en meer medezeggenschap. Op 23 december slaat het verzet ook over naar Peking, en daarvandaan naar ten minste 16 andere steden.
- 22 - De burgerpresident van Uruguay, José Maria Sanguinetti, ondertekent een amnestiewet voor de schendingen van de mensenrechten tijdens de militaire dictatuur. Dit wordt de "punto final" genoemd.
- 26 - Bij Assen vindt de eerste aardbeving plaats in de noordelijke provincies.
- 27 - In Lisse vestigen 30 studenten (onder wie Weijers) van de technische hogescholen van Delft, Eindhoven en Twente het eerste Nederlandse domino-record met 755.836 omgevallen dominostenen.

## Muziek

### Klassieke muziek
- 26 januari: eerste uitvoering van Fantasie concertante van William Bolcom
- 26 januari: eerste uitvoering van Solo I van Kalevi Aho
- 31 januari: eerste uitvoering van Chain 2 van Witold Lutosławski
- 31 januari: eerste uitvoering van The chairman dances van John Adams
- 15 februari: eerste uitvoering van Tango lunaire van Jukka Tiensuu
- 23 februari: eerste uitvoering van De vaandels van de vrede van Mieczysław Weinberg
- 27 februari: eerste uitvoering(-en) van Solo II van Kalevi Aho tijdens een muziekconcours
- 5 maart: eerste uitvoering van het ballet Seattle Slew met muziek van William Bolcom
- 25 maart: eerste uitvoering van Symfonie nr. 4 van Alan Bush
- 21 maart: eerste uitvoering van Harmonielehre van John Adams; Edo de Waart leidde
- 4 april: eerste uitvoering van Tromba lontana van John Adams
- 26 april: eerste uitvoering van Ante Finem Saeculi van Erkki-Sven Tüür
- 8 mei: eerste uitvoering van Symfonie nr. 4 van Arthur Butterworth
- 3 juli: eerste uitvoering van Gospelpreludes boek 4 van William Bolcom
- 19 september: eerste uitvoering van Fanfare voor Louisville van Witold Lutosławski
- 28 oktober: eerste uitvoering van On freedom's ground van William Schuman
- 13 november: eerste uitvoering van Symfonie nr. 4 van Isang Yun
- 23 november: eerste uitvoering van Symfonie nr. 19 van Mieczysław Weinberg
- 10 december: eerste uitvoering van Chain 3 van Witold Lutosławski
- 21 december: eerste uitvoering van En lys time ven Per Nørgård

## Beeldende kunst

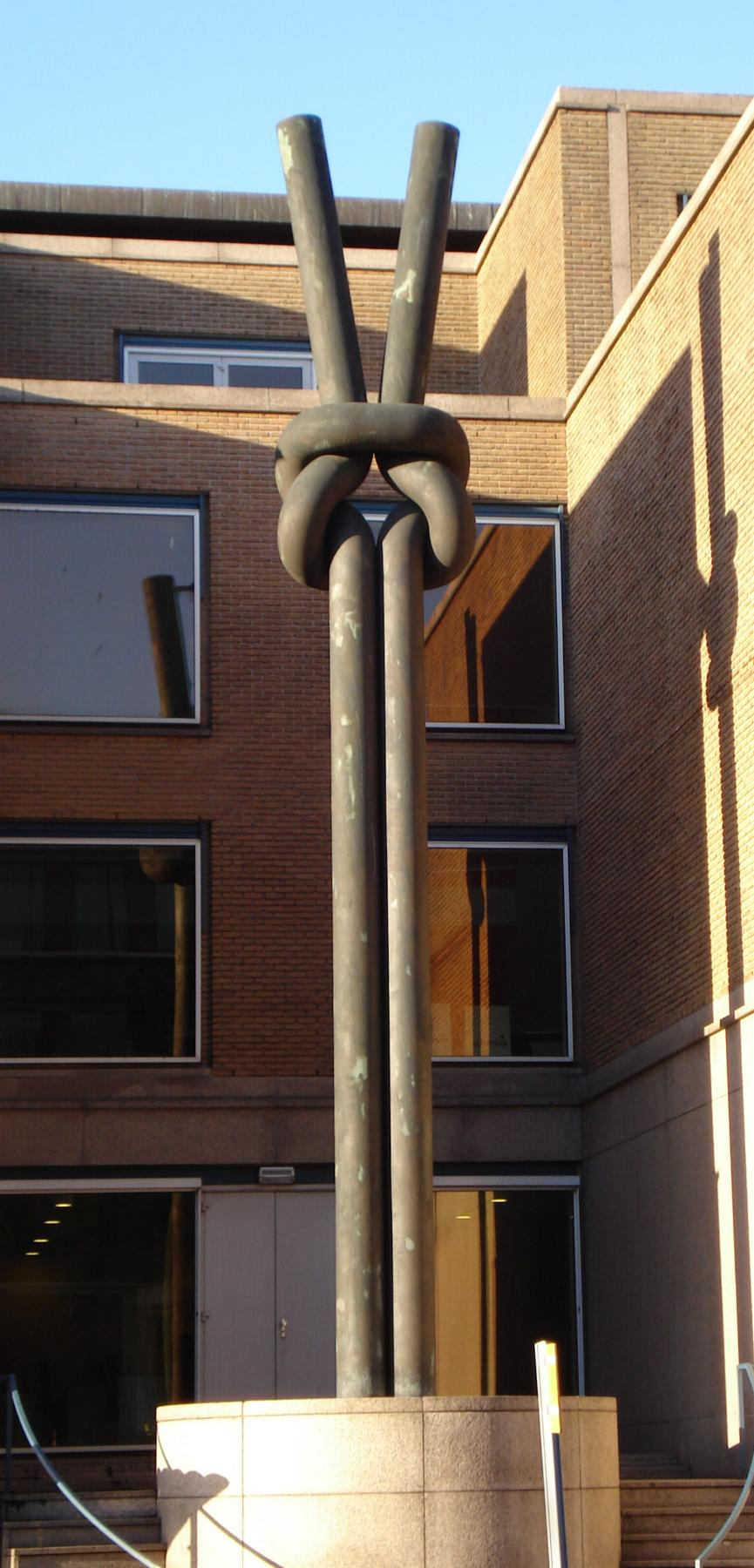
Square Knot (1986) Shinkichi Tajiri, Den Haag Carel van Bylandtlaan
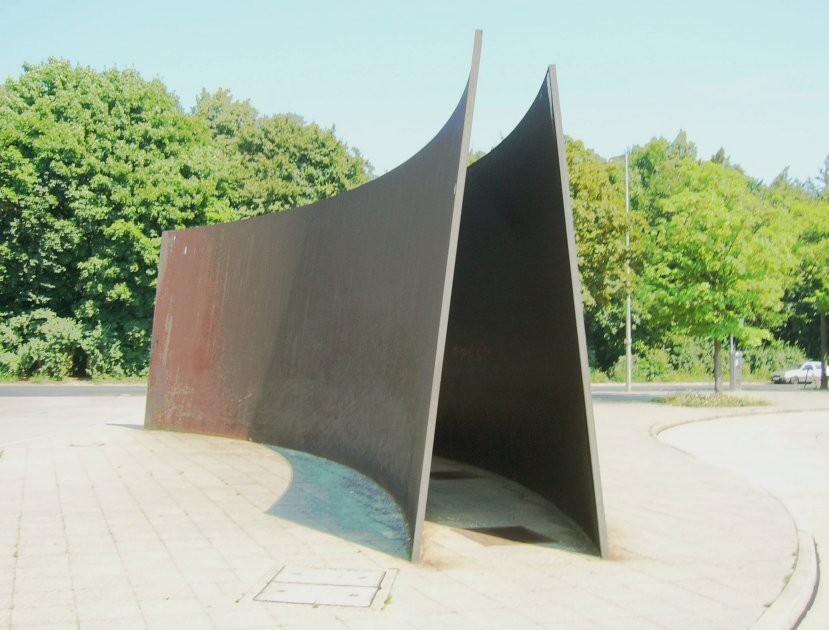
Berlin Curves (1986) Richard Serra, Berlijn
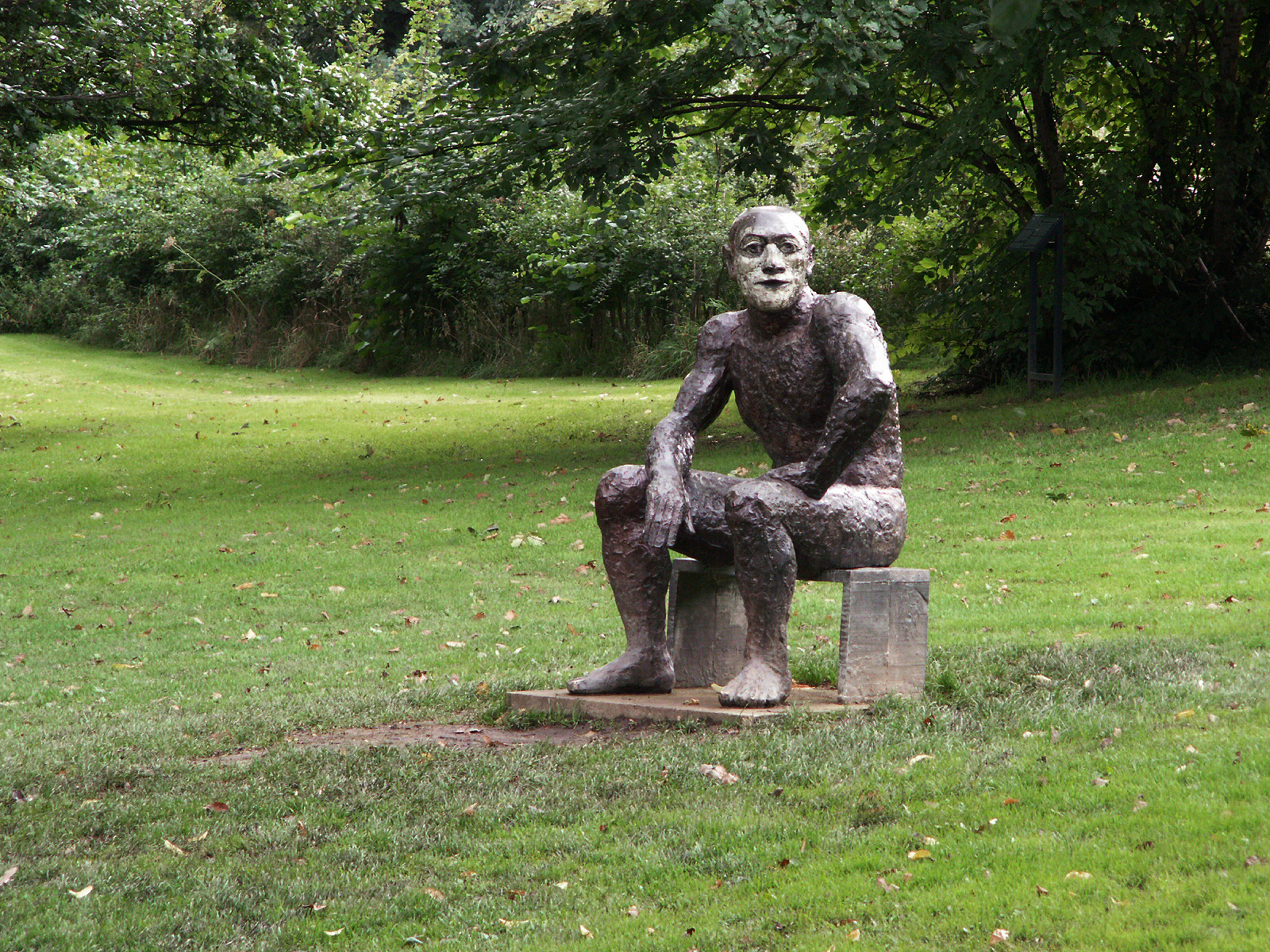
Sitting Man (1986) Elisabeth Frink, Yorkshire Sculpture Park
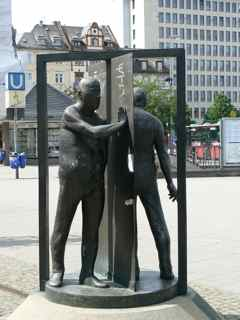
Mann im Drehtür (1986) Waldemar Otto, Frankfurt am Main

## Bouwkunst

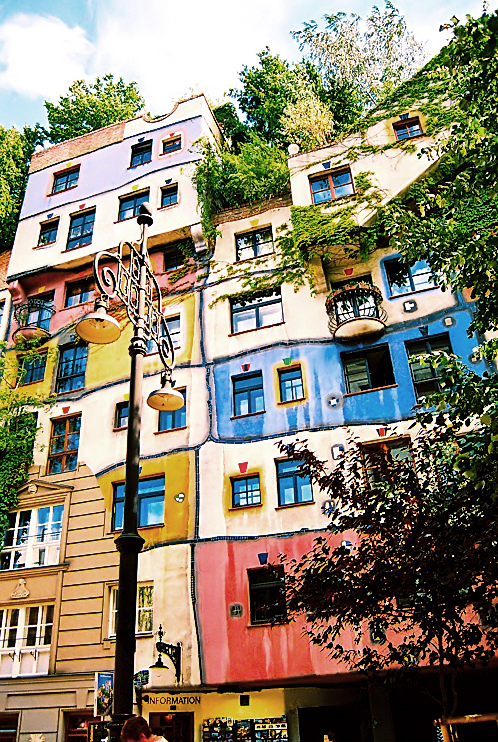
Hundertwasserhaus, Wenen
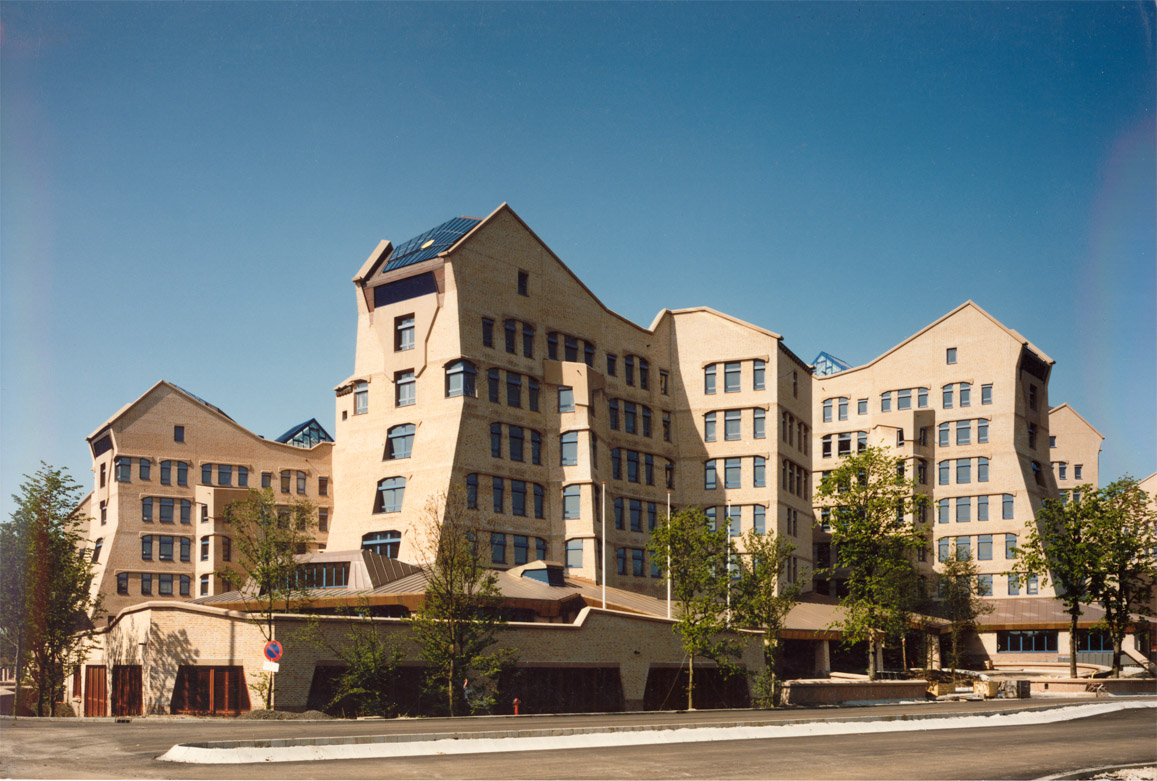
Voorm. hoofdkantoor NMB Bank, Amsterdam (1986) Ton Albers

## Geboren

### Januari

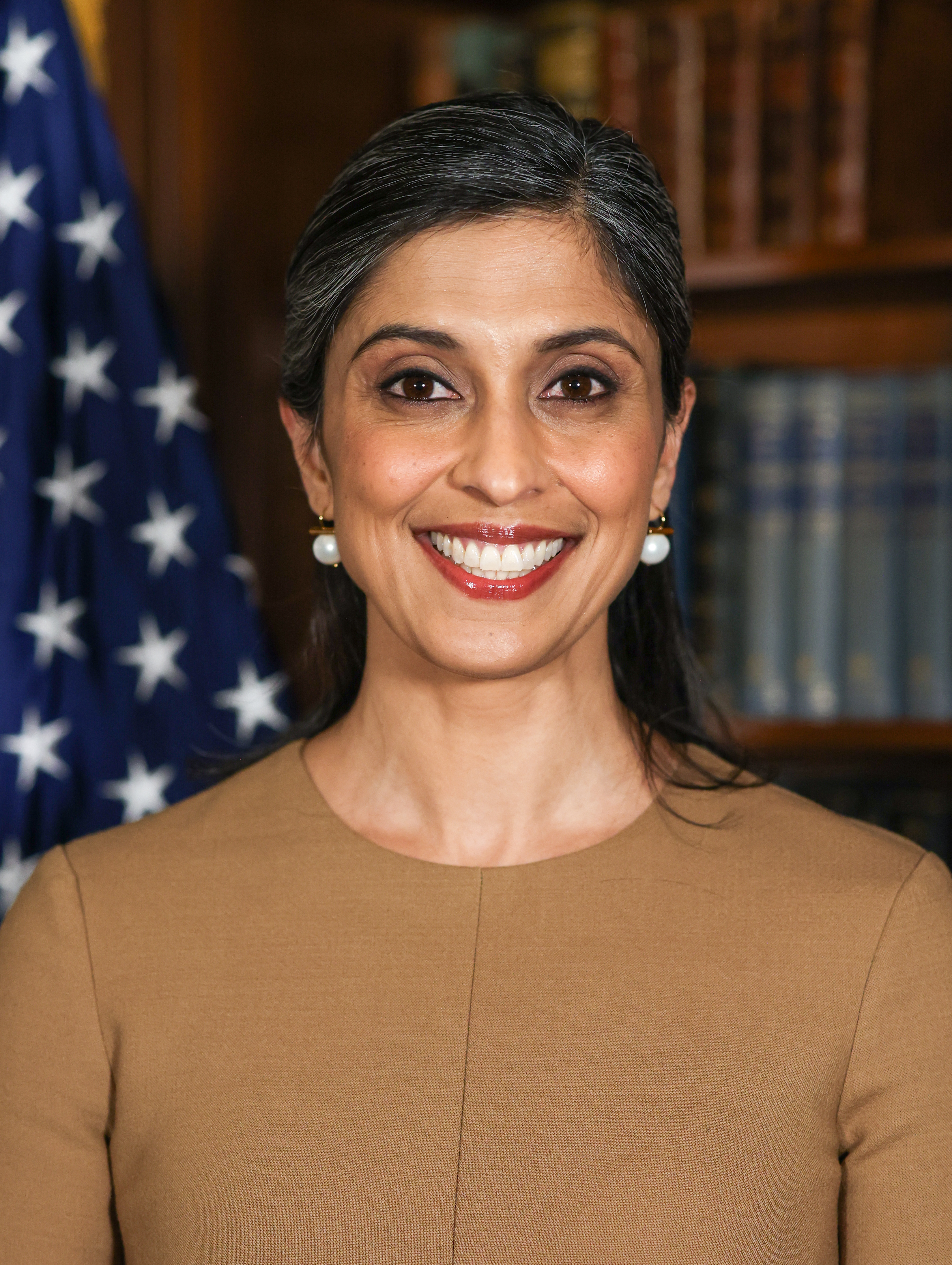
Usha Vance,
geboren op 6 januari

- 1 - Pablo Cuevas, Uruguayaans tennisser
- 2 - Nathan Cohen, Nieuw-Zeelands roeier
- 2 - Kevin Janssens, Belgisch voetballer
- 2 - Maria Kirkova, Bulgaars alpineskiester
- 2 - Trombone Shorty, Amerikaans trombone- en trompetspeler
- 3 - Nejc Pečnik, Sloveens voetballer
- 3 - Lloyd Polite jr., Amerikaans zanger
- 3 - Guy Tchingoma, Gabonees voetballer (overleden 2008)
- 4 - Birsen Basar, Nederlands-Turkse schrijfster
- 4 - Eva Ganizate, Frans operazangeres (overleden 2014)
- 4 - Hsieh Su-wei, Taiwanees tennisster
- 4 - Andrej Krawtsjanka, Wit-Russisch atleet
- 4 - Maria Lamb, Amerikaans langebaanschaatsster
- 4 - James Milner, Engels voetballer
- 5 - Rikke Dijkxhoorn, Nederlands wielrenner
- 5 - Jeanvion Yulu-Matondo, Congolees-Belgisch voetballer
- 5 - Danijel Milićević, Zwitsers voetballer
- 6 - Genet Getaneh, Ethiopisch atlete
- 6 - Anna Gimbrère, Nederlands wetenschapsjournaliste en presentatrice
- 6 - Eefje van Gorkum, Nederlands actrice
- 6 - Petter Northug, Noors langlaufer
- 6 - Irina Shayk, Russisch model
- 6 - Joelia Tsjermosjanskaja, Russisch atlete
- 6 - Alex Turner, Brits gitarist en zanger (Arctic Monkeys)
- 6 - Usha Vance,  second lady van de Verenigde Staten
- 7 - Joost Luiten, Nederlands golfer
- 8 - David Jiménez Silva, Spaans voetballer
- 8 - Peng Shuai, Chinees tennisster
- 9 - Klemen Bauer, Sloveens biatleet
- 9 - Jarmila Machačová, Tsjechisch wielrenster
- 9 - Ernst-Jan Pfauth, Nederlands journalist
- 10 - Rutger van den Broek, Nederlands schrijver
- 10 - Bjorn van den Ende, Nederlands roeier
- 10 - Kirsten Flipkens, Belgisch tennisster
- 10 - Suzanne Harmes, Nederlands turnster
- 10 - Kenneth Vermeer, Nederlands voetbaldoelman
- 12 - Loes Geurts, Nederlands voetbalspeelster
- 12 - Michael Kaatee, Nederlands langebaanschaatser
- 13 - Eline Arbo, Noors-Nederlands toneelregisseur
- 13- Charlotte Labee, Nederlands model en presentatrice
- 13 - Laura Ludwig, Duits beachvolleybalster
- 13 - Hayley McGregory, Amerikaans zwemster
- 13 - Joannie Rochette, Canadees kunstschaatsster
- 13 - Wesley de Ruiter, Nederlands voetballer
- 15 - Maria Abakoemova, Russisch atlete
- 16 - Marta Domachowska, Pools tennisster
- 16 - Paula Pareto, Argentijns judoka
- 16 - Kevin Tan, Nederlands schaker
- 16 - Simeon Williamson, Brits atleet
- 16 - Reto Ziegler, Zwitsers voetballer
- 17 - Chloe Lattanzi, Amerikaans actrice
- 17 - Véronique Leysen, Vlaams actrice
- 18 - Mateusz Demczyszak, Pools atleet
- 18 - Valj en Vita Semerenko, Oekraïense biatlontweeling
- 20 - Istvan Bakx, Nederlands voetballer
- 20 - Daan Heerma van Voss, Nederlands schrijver en interviewer
- 21 - João Gomes Júnior, Braziliaans zwemmer
- 21 - Sushant Singh Rajput, Indiaas acteur (overleden 2020)
- 23 - Stef de Bont, Nederlands sportjournalist
- 23 - Anna Goodman, Canadees alpineskiester
- 23 - Sandro Viletta, Zwitsers alpineskiër
- 24 - Mischa Barton, Brits-Amerikaans actrice
- 24 - Rondel Sorrillo, atleet uit Trinidad en Tobago
- 25 - Steve Edwards, Nieuw-Zeelands hockeyer
- 25 - Feis, Nederlands rapper (overleden 2019)
- 25 - Sophie Hosking, Brits roeister
- 25 - Daniëlle Harmsen, Nederlands tennisster
- 26 - Thiago Pereira, Braziliaans zwemmer
- 28 - Jessica Ennis, Brits atlete
- 28 - Tommy Milner, Amerikaans autocoureur
- 28 - Nathan Outteridge, Australisch zeiler
- 29 - Bryce Davison, Canadees kunstschaatser
- 29 - Alex Fiva, Zwitsers freestyleskiër
- 29 - Simon Vukčević, Montenegrijns voetballer
- 31 - Bregje Crolla, Nederlands atlete
- 31 - Walter Dix, Amerikaans atleet
- 31 - Yves Makabu-Makalambay, Belgisch voetballer

### Februari

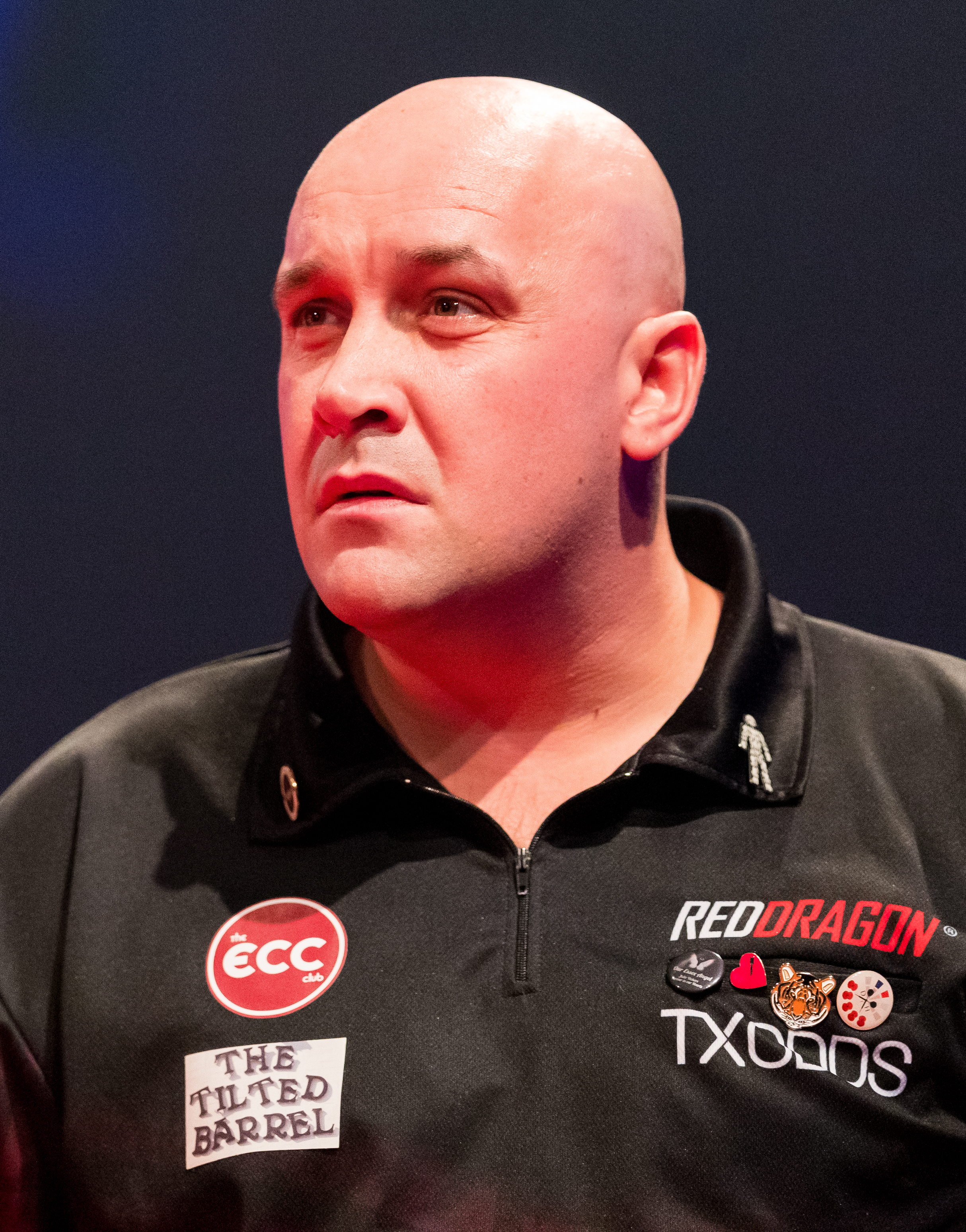
Jamie Hughes,
geboren op 27 februari

- 1 - Jorrit Bergsma, Nederlands schaatser
- 1 - Lauren Conrad, Amerikaans televisiepersoonlijkheid
- 1 - Johan Vonlanthen, Colombiaans-Zwitsers voetballer
- 1 - Rutger Worm, Nederlands voetballer
- 2 - Valle Mäkelä, Fins autocoureur
- 2 - Marta Vieira da Silva, Braziliaans voetbalster
- 2 - Pauline Wingelaar, Nederlands presentatrice
- 3 - Angelique Houtveen, Nederlands diskjockey
- 3 - Michael Rimmer, Brits atleet
- 4 - Maximilian Götz, Duits autocoureur
- 5 - Niels Albert, Belgisch veldrijder
- 5 - Vedran Ćorluka, Kroatisch voetballer
- 5 - José Carlos Herrera, Mexicaans atleet
- 5 - Janne Korpi, Fins snowboarder
- 5 - Jānis Strenga, Lets bobsleeër
- 6 - Sopho Nizjaradze, Georgisch zangeres
- 6 - Carlos Sánchez, Colombiaans voetballer
- 6 - Jeremy Vandoorne, Vlaams acteur
- 7 - James Deen, Amerikaans porno-acteur
- 8 - Eefje de Visser, Nederlands singer-songwriter en multi-instrumentaliste
- 9 - Marieke Guehrer, Australisch zwemster
- 10 - Radamel Falcao, Colombiaans voetballer
- 10 - Yui Ichikawa, Japans actrice
- 10 - Viktor Troicki, Servisch tennisser
- 11 - Bob Altena, Nederlands atleet
- 11 - Gabriel Boric, Chileens politicus; president sinds 2022
- 11 - Ellen Fjæstad, Zweeds actrice
- 11 - Kees Luijckx, Nederlands voetballer
- 12 - Hanny Allston, Australisch oriëntatieloopster
- 12 - Valorie Curry, Amerikaans actrice
- 12 - Frankie Provenzano, Italiaans autocoureur
- 13 - Joey van den Berg, Nederlands voetballer
- 13 - Hamish Bond, Nieuw-Zeelands roeier
- 13 - Aurélie Revillet, Frans alpineskiester
- 14 - Aschwin Wildeboer, Spaans zwemmer
- 15 - Mohammed Abubakari, Ghanees voetballer
- 15 - Valeri Bojinov, Bulgaars voetballer
- 15 - Gelete Burka, Ethiopisch atlete
- 15 - Gabriel Paletta, Argentijns voetballer
- 15 - Amber Riley, Amerikaans actrice en zangeres
- 16 - Aleksandr Chorosjilov, Russisch alpineskiër
- 16 - Diego Godín, Uruguayaans voetballer
- 16 - Josje Huisman, Nederlands zangeres en danseres (K3)
- 16 - Renger van der Zande, Nederlands coureur
- 17 - Sanna Lüdi, Zwitsers freestyleskiester
- 17 - Ohad Levita, Israëlisch voetballer
- 18 - Emily Chebet, Keniaans atlete
- 18 - Lisette Teunissen, Nederlands paralympisch sportster
- 19 - Henri Karjalainen, Fins autocoureur
- 19 - Shadrack Kipchirchir Kemboi, Keniaans atleet
- 19 - Dennis Wiersma, Nederlands politicus
- 20 - Agnieszka Bednarek, Pools volleybalster
- 21 - Prins Amedeo van België
- 21 - Charlotte Church, Brits zangeres en presentatrice
- 22 - Mark Allen, Noord-Iers snookerspeler
- 22 - Ivan Ratkić, Kroatisch alpineskiër
- 23 - Rahel Frey, Zwitsers autocoureur
- 24 - Milcah Chemos Cheywa, Keniaans atlete
- 24 - Tommie Christiaan, Nederlands zanger en (musical)acteur
- 24 - Sébastien Rouault, Frans zwemmer
- 25 - Justin Berfield, Amerikaans acteur, producer en kindster
- 25 - Nabil Dirar, Marokkaans-Belgisch voetballer
- 25 - James Phelps, Brits acteur
- 25 - Oliver Phelps, Brits acteur
- 26 - Kristof Delorge, Belgisch voetballer (overleden 2021)
- 26 - Jenny Mensing, Duits zwemster
- 27 - Jamie Hughes, Engels darter
- 27 - Michel en Ronald Mulder, Nederlands schaatstweeling
- 28 - Jackson Coelho (Jajá), Braziliaans voetballer

### Maart

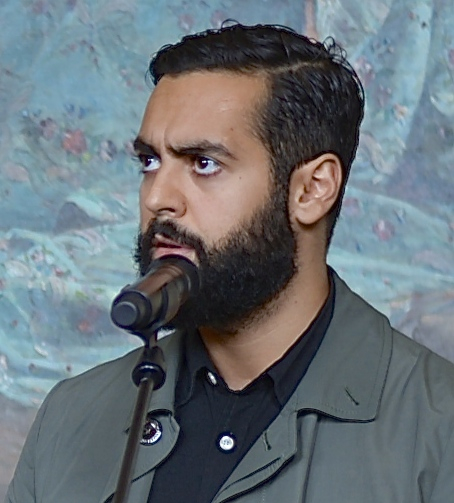
Ardalan Esmaili,
geboren op 22 maart

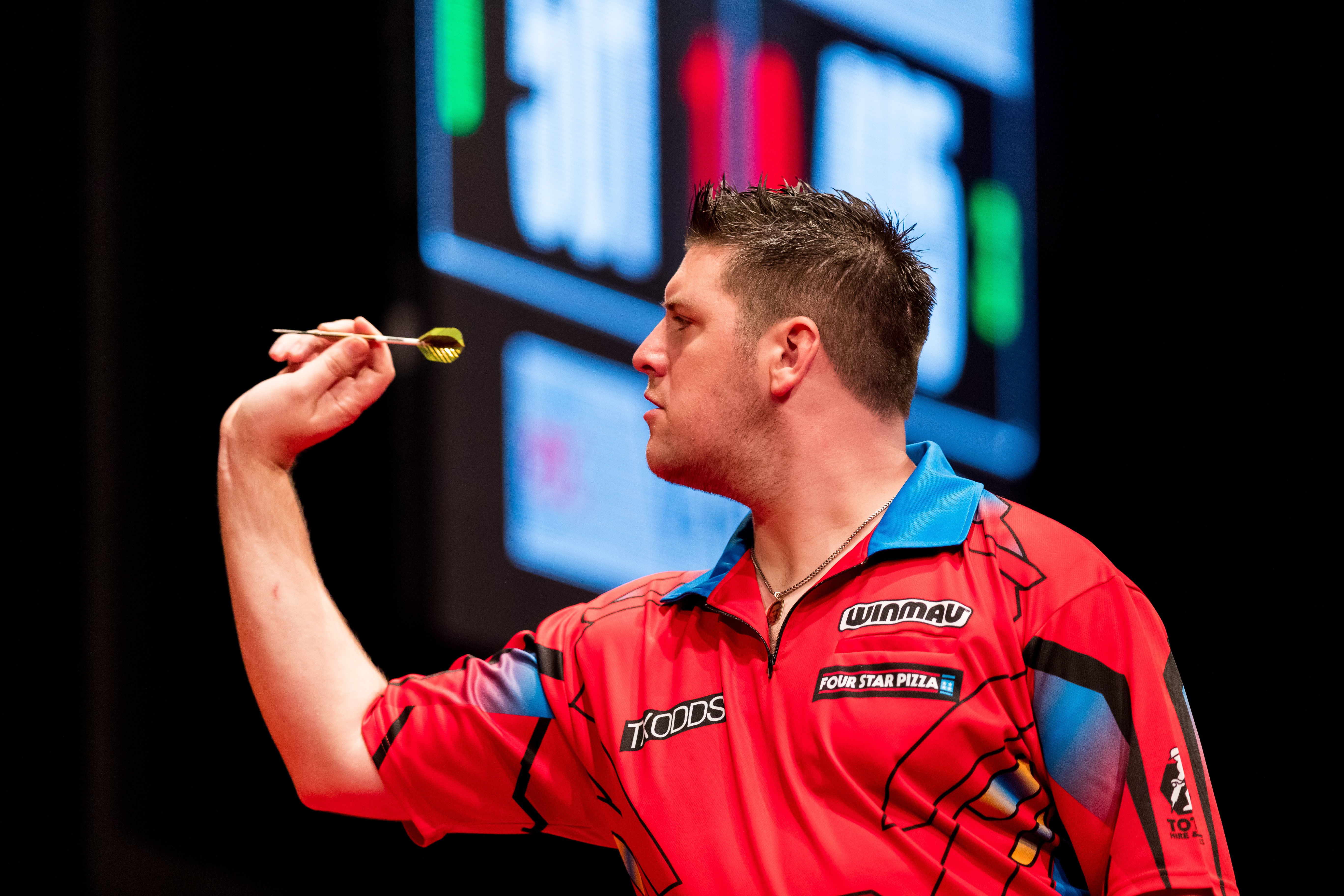
Daryl Gurney,
geboren op 22 maart

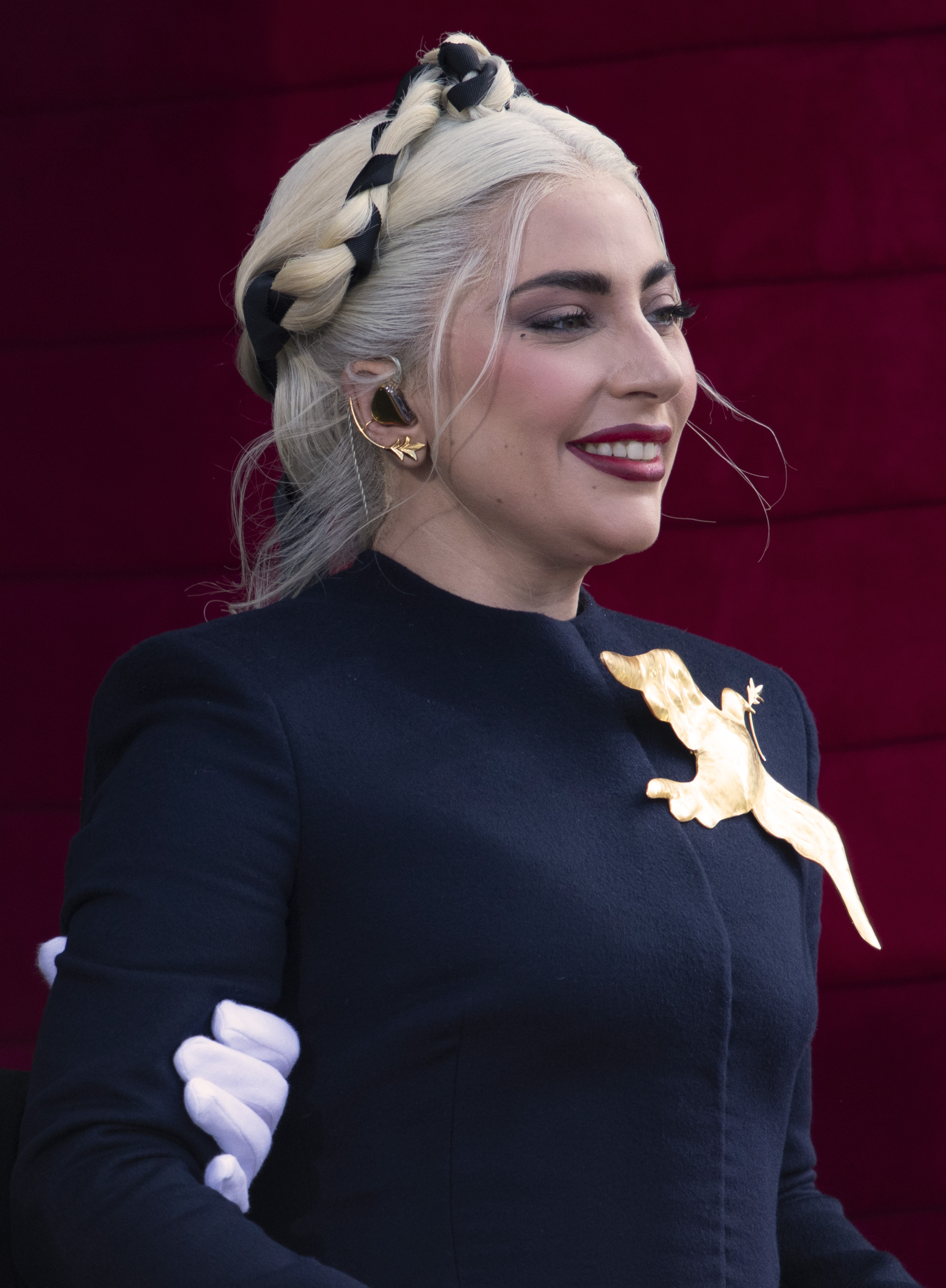
Lady Gaga,
geboren op 28 maart

- 1 - Maurice Lede, Nederlands presentator
- 2 - Petr Jiráček, Tsjechisch voetballer
- 2 - Ethan Peck, Amerikaans acteur
- 2 - Jayanta Talukdar, Indiaas boogschutter
- 3 - Brittany Snow, Amerikaans televisieactrice
- 3 - Edwin Cheruiyot Soi, Keniaans atleet
- 3 - Margriet Zwanenburg, Nederlands zwemster
- 4 - Alexis Bœuf, Frans biatleet en langlaufer
- 5 - Carlos Quintero, Colombiaans wielrenner
- 6 - Paul Aguilar, Mexicaans voetballer
- 6 - Loek Beernink, Nederlands zangeres en actrice
- 6 - Tim Janssen, Nederlands voetballer
- 6 - Ildar Rakhmatullin, Russisch autocoureur
- 6 - Nick Thoman, Amerikaans zwemmer
- 6 - Kristof Vanbelle, Belgisch voetballer
- 7 - Jonas Vandermarliere, Belgisch voetballer
- 8 - Lena Goeßling, Duits voetbalster
- 8 - Michelle Steele, Australisch skeletonster
- 9 - Rexy Mainaky, Indonesisch badmintonspeler
- 9 - Svetlana Sjkolina, Russisch atlete
- 11 - Dario Cologna, Zwitsers langlaufer
- 11 - Amanda Weir, Amerikaans zwemster
- 12 - Danny Jones, Engels gitarist en zanger (McFly)
- 12 - František Rajtoral, Tsjechisch voetballer
- 13 - Simon Geschke, Duits wielrenner
- 14 - Jamie Bell, Engels acteur
- 15 - Stacey Rookhuizen, Nederlands platenproducer en tv-jurylid
- 16 - Kenneth Doane, Amerikaans professioneel worstelaar
- 16 - Héctor González, Spaans wielrenner
- 16 - Daisuke Takahashi, Japans kunstschaatser
- 17 - Edin Džeko, Bosnisch voetballer
- 17 - Adrian Saez, Spaans wielrenner
- 17 - Silke Spiegelburg, Duits atlete
- 18 - Bai Faquan, Chinees triatleet
- 18 - Lykke Li, Zweeds zangeres
- 20 - Paulo Roberto Valoura Junior, voetballer bekend als Juninho
- 20 -  Maxime Martin, Belgisch autocoureur
- 21 - Afroditi-Piteni Bijker, Nederlands actrice
- 21 - Linda Züblin, Zwitsers atlete
- 22 - Ardalan Esmaili, Iraans-Zweeds acteur
- 22 - Daryl Gurney, Noord-Iers darter
- 23 - Khalid Choukoud, Nederlands atleet
- 23 - Eyong Enoh, Kameroens voetballer
- 24 - Jason Wong, Engels acteur
- 25 - Raúl Alarcón, Spaans wielrenner
- 26 - Brahim El Bahri, Marokkaans voetballer
- 26 - Ellen Hoog, Nederlands hockeyster
- 26 - Henrik L'Abée-Lund, Noors biatleet
- 27 - Manuel Neuer, Duits voetballer
- 28 - Lady Gaga, Amerikaans zangeres
- 28 - Ellen Rollin, Belgisch presentatrice en model
- 28 - Amaia Salamanca, Spaans actrice
- 28 - Barbora Strýcová, Tsjechisch tennisspeelster
- 29 - Yuri Alvear, Colombiaans judoka
- 29 - Chen Yin, Chinees zwemmer
- 30 - Sergio Ramos, Spaans voetballer

### April
- 1 - Siham Raijoul, Nederlands tv-presentatrice
- 1 - Ireen Wüst, Nederlands schaatsster
- 2 - Ibrahim Afellay, Marokkaans-Nederlands voetballer
- 2 - Moses Aliwa, Oegandees atleet
- 2 - Nataly Arias, Colombiaans voetbalster
- 3 - Amanda Bynes, Amerikaans televisieactrice
- 3 - Sytske de Groot, Nederlands roeister
- 3 - Nienke Plas, Nederlands actrice en presentatrice
- 3 - Sergio Sánchez, Spaans voetballer
- 4 - Labinot Harbuzi, Zweeds voetballer (overleden 2018)
- 4 - Maurice Manificat, Frans langlaufer
- 4 - Ivan Oechov, Russisch atleet
- 4 - Nadja Olthuis, Nederlands voetbalster
- 4 - Jason Richardson, Amerikaans atleet
- 4 - Alexander Tettey, Ghanees-Noors voetballer
- 5 - Eetu Muinonen, Fins voetballer
- 6 - Isabella Laböck, Duits snowboardster
- 7 - Alexandre Aulas, Frans wielrenner
- 7 - Christian Fuchs, Oostenrijks voetballer
- 8 - Liam Scarlett, Brits choreograaf (overleden 2021)
- 9 - Luca Marin, Italiaans zwemmer
- 10 - Olivia Borlée, Belgisch atlete
- 10 - Fernando Gago, Argentijns voetballer
- 10 - Sjoerd de Jong, Nederlands journalist en publicist
- 10 - Vincent Kompany, Belgisch voetballer
- 11 - Ashley Delaney, Australisch zwemmer
- 11 - David Greene, Brits atleet
- 11 - Jochem Kamphuis, Nederlands voetbalscheidsrechter
- 12 - Blerim Džemaili, Zwitsers voetballer
- 12 - Marcel Granollers, Spaans tennisser
- 12 - Jonathan Pitroipa, Burkinees voetballer
- 12 - Samantha Steenwijk, Nederlands zangeres
- 12 - Lara Wolters, Nederlands (euro)politica
- 13 - Aleksandar Aleksandrov, Bulgaars voetballer
- 13 - Michael Bingham, Brits atleet
- 14 - Rachel Goh, Australisch zwemster
- 15 - Quincy Owusu-Abeyie, Nederlands voetballer
- 15 - Giorgio Rubino, Italiaans atleet
- 16 - Shinji Okazaki, Japans voetballer
- 16 - Paul di Resta, Brits autocoureur
- 16 - Epke Zonderland, Nederlands turner
- 17 - Yazaldes Nascimento, Santomees/Portugees atleet
- 18 - Guyon Fernandez, Nederlands voetballer
- 18 - Robbert Schilder, Nederlands voetballer
- 19 - Ville Jalasto, Fins voetballer
- 20 - Siebe Blondelle, Belgisch voetballer
- 20 - Vladimir Dvalisjvili, Georgisch voetballer
- 20 - Onur Kaya, Belgisch voetballer
- 20 - Paul Rees, Brits autocoureur
- 20 - Errol Zimmerman, Nederlands vechtsporter
- 21 - Stanley Biwott, Keniaans atleet
- 21 - Christian Kist, Nederlands darter
- 21 - Thiago Cionek, Pools-Braziliaans voetballer
- 21 - Fanny Smets, Belgisch atlete
- 22 - Viktor Fajzoelin, Russisch voetballer
- 22 - Amber Heard, Amerikaans actrice
- 22 - Vladimir Sjerstjuk, Kazachs schaatser
- 23 - Leandro Bottasso, Argentijns baanwielrenner
- 23 - Lyudmila Fedotova, Kazachs alpineskiër
- 23 - Mor Karbasi, Israëlisch zangeres
- 23 - Sven Kramer, Nederlands schaatser
- 24 - Goran Gogić, Servisch voetballer (overleden 2015)
- 24 - Dariusz Kuć, Pools atleet
- 24 - Vitālijs Spasjoņņikovs, Lets voetbalscheidsrechter
- 25 - Juan Sebastián Cabal, Colombiaans tennisser
- 25 - Silvina D'Elia, Argentijns hockeyster
- 25 - Niek Loohuis, Nederlands voetballer
- 25 - Daniel Sharman, Brits acteur
- 26 - Zita Pels, Nederlands politica  (GroenLinks)
- 26 - Joelia Zaripova, Russisch atlete
- 27 - Dinara Safina, Russische tennisster
- 28 - Barbara Pierre, Haïtiaans-Amerikaans atlete
- 28 - FeestDJRuud, Nederlands dj
- 30 - Charles Van Hees, Belgisch atleet

### Mei
- 1 - Cristian Benítez, Ecuadoraans voetballer
- 1 - Jesse Klaver, Nederlands politicus
- 2 - Kilke van Buren, Nederlands actrice en zangeres
- 2 - Amandine Leynaud, Frans handbalster
- 2 - Zac Purchase, Brits roeier
- 3 - Pom Klementieff, Frans actrice
- 5 - Edwin Jowsey, Brits autocoureur
- 6 - Roman Kreuziger, Tsjechisch wielrenner
- 8 - Mathías Corujo, Uruguayaans voetballer
- 8 - Alex Deibold, Amerikaans snowboarder
- 8 - Galen Rupp, Amerikaans atleet
- 12 - Eva van Esch, Nederlands politica (PvdD)
- 12 - Mark Homan, Nederlands paralympisch sporter
- 12 - Emanuel Perathoner, Italiaans snowboarder
- 12 - Sebastián Simonet, Argentijns handballer
- 13 - Robert Pattinson, Engels acteur en musicus
- 13 - Alexander Rybak, Noors songwriter, componist, violist, pianist en acteur
- 13 - Nino Schurter, Zwitsers mountainbiker
- 13 - Scott Sutter, Zwitsers voetballer
- 14 - Rodolfo González, Venezolaans autocoureur
- 14 - Aaron March, Italiaans snowboarder
- 14 - Kieran McKenna, Noord-Iers voetbaltrainer
- 15 - Matías Fernández, Chileens voetballer
- 16 - Eleni Artymata, Cypriotisch atlete
- 16 - Megan Fox, Amerikaans actrice
- 17 - Bojan Jokić, Sloveens voetballer
- 17 - Marcello Puglisi, Italiaans autocoureur
- 17 - Erin Richards, Welsh actrice
- 17 - Drew Roy, Amerikaans acteur
- 17 - Tex de Wit, Nederlands cabaretier, tekstschrijver, acteur en schaker
- 18 - Adam Bałdych, Pools jazzviolist
- 19 - Irina Amsjennikova, Oekraïens zwemster
- 19 - Boris Rotenberg, Fins voetballer
- 20 - Yon González, Spaans acteur
- 21 - Yalennis Castillo, Cubaans judoka
- 21 - Varvara Lepchenko, Amerikaans tennisster
- 21 - Mario Mandžukić, Kroatisch voetballer
- 22 - Anders Gløersen, Noors langlaufer
- 22 - Matt Jarvis, Engels voetballer
- 22 - Yentl Schieman, Nederlands cabaretière en actrice
- 22 - Tatjana Volosozjar, Russisch-Oekraïens kunstschaatsster
- 23 - Steve Billirakis, Amerikaans pokerspeler
- 23 - Natalja Matvejeva, Russisch langlaufster
- 23 - Alice Mills, Australisch zwemster
- 23 - Ilko Pirgov, Bulgaars voetbaldoelman
- 24 - Anthony Arandia, Vlaams acteur
- 25 - Yoan Gouffran, Frans voetballer
- 25 - Rok Marguč, Sloveens snowboarder
- 25 - Branislaw Samojlaw, Wit-Russisch wielrenner
- 25 - Geraint Thomas, Welsh wielrenner
- 27 - Timo Descamps, Belgisch zanger en acteur
- 27 - Lasse Schöne, Deens voetballer
- 28 - Eline Berings, Belgisch hordeloopster
- 28 - Kara Denby, Amerikaans zwemster
- 28 - Fabiano Machado, Braziliaans autocoureur
- 28 - Charles N'Zogbia, Frans voetballer
- 28 - Ingmar Vos, Nederlands atleet
- 29 - Kevin Janssens, Belgisch voetballer
- 29 - Michael Schär, Zwitsers wielrenner
- 29 - Picho Toledano, Mexicaans autocoureur
- 30 - Claudia Beni, Kroatisch zangeres
- 31 - Ayrton Badovini, Italiaans motorcoureur
- 31 - Robert Gesink, Nederlands wielrenner

### Juni
- 1 - Jorge Campillo, Spaans golfer

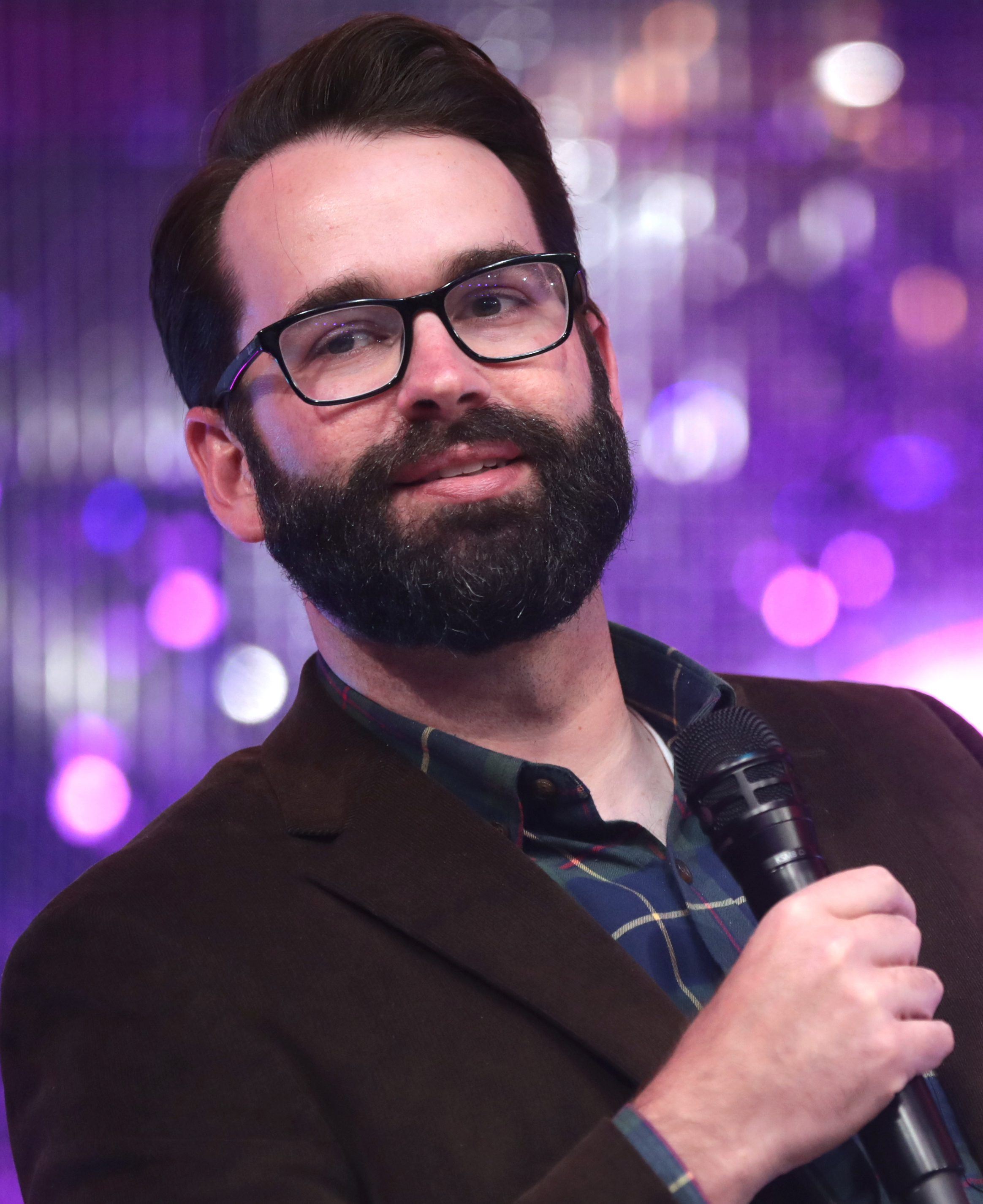
Matt Walsh,
geboren op 18 juni

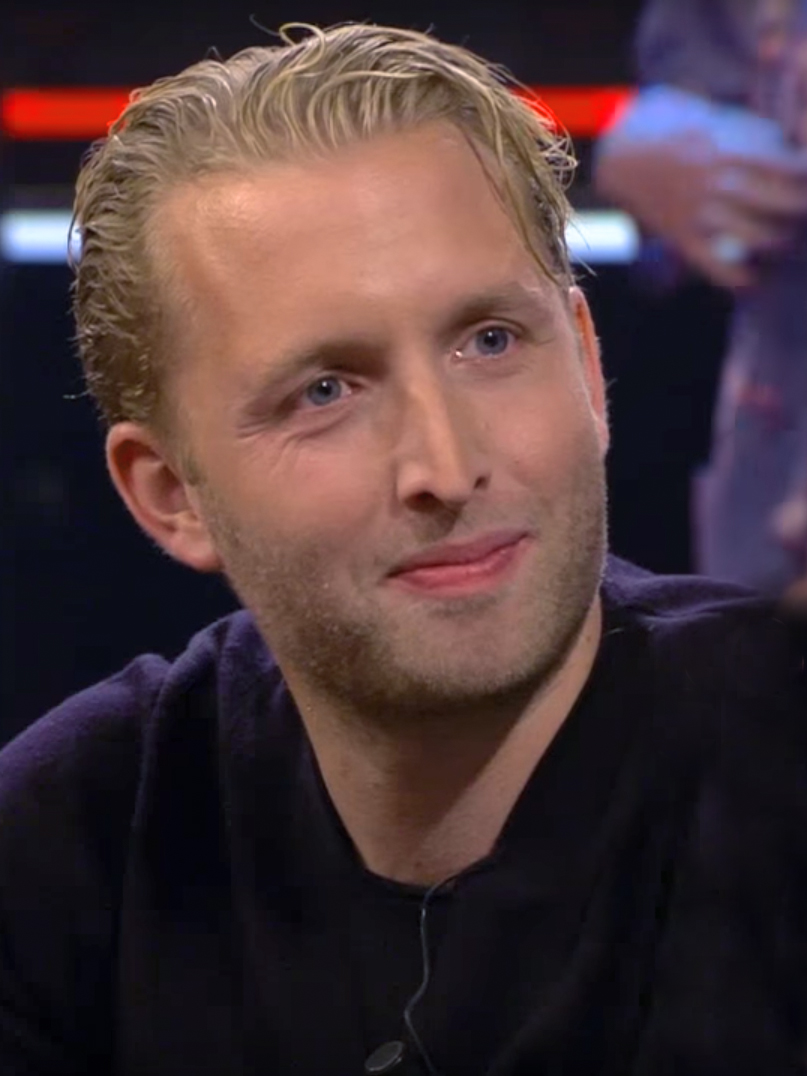
Peter Pannekoek,
geboren op 30 juni

- 1 - Anna Haag, Zweeds langlaufster
- 3 - Micah Kogo, Keniaans atleet
- 3 - Rafael Nadal, Spaans tennisser
- 4 - Jarkko Hurme, Fins voetballer
- 5 - Sergio Campana, Italiaans autocoureur
- 6 - Leslie Carter, Amerikaans zangeres (overleden 2012)
- 6 - Stefanie Köhle, Oostenrijks alpineskiester
- 7 - Kirk Bevins, Brits caller
- 7 - Gaby Blaaser, Nederlands actrice, model en presentatrice
- 8 - Lex Immers, Nederlands voetballer
- 11 - Sebastian Bayer, Duits atleet
- 11 - Shia LaBeouf, Amerikaans acteur
- 11 - Sébastien Lecornu, Frans politicus
- 13 - Eros Capecchi, Italiaans wielrenner
- 13 - Keisuke Honda, Japans voetballer
- 13 - Ashley Olsen, Amerikaans actrice, tweelingzus van Mary-Kate
- 13 - Mary-Kate Olsen, Amerikaans actrice, tweelingzus van Ashley
- 13 - Måns Zelmerlöw, Zweeds zanger
- 15 - Stefan de Die, Nederlands zwemmer
- 16 - Daniel Böhm, Duits biatleet
- 16 - Urby Emanuelson, Nederlands voetballer
- 16 - Korie Homan, Nederlands paralympisch sportster
- 16 - Fernando Muslera, Uruguayaans voetballer
- 17 - Helen Glover, Brits roeister
- 17 - Micheal Riddle, Canadees freestyleskiër
- 18 - Richard Gasquet, Frans tennisser
- 18 - Kempi, Nederlands rapper
- 18 - Matt Walsh, Amerikaans politiek commentator en auteur
- 19 - Lázaro Borges, Cubaans atleet
- 19 - Marie Dorin, Frans biatlete
- 19 - Sjoerd Huisman, Nederlands inline-skater en marathonschaatser (overleden 2013)
- 19 - Daniel Kosgei, Keniaans atleet
- 21 - Nadine Horchler, Duits biatlete
- 22 - Atilla Karaoğlan, Turks voetbalscheidsrechter
- 23 - Luis Manuel Seijas, Venezolaans voetballer
- 23 - Simon Špilak, Sloveens wielrenner
- 24 - Caroline Burckle, Amerikaans zwemster
- 24 - Jean, Braziliaans voetballer
- 24 - Jean-Marie Louis, Belgisch atleet
- 25 - Nadia Fanchini, Italiaans alpineskiester
- 25 - Lee Ho-suk, Koreaans shorttracker
- 25 - Nina Polak, Nederlands schrijver en journalist
- 25 - Pontus Wernbloom, Zweeds voetballer
- 26 - Rasmus Bengtsson, Zweeds voetballer
- 26 - Oludamola Osayomi, Nigeriaans atlete
- 27 - Samir Azzouz, Marokkaans-Nederlands terreurverdachte
- 27 - Drake Bell, Amerikaans acteur en zanger
- 27 - Bryan Fletcher, Amerikaans noordse combinatieskiër
- 27 - John Swinkels, Nederlands paralympisch sporter
- 28 - Matt Abood, Australisch zwemmer
- 28 - Mathias Beche, Zwitsers autocoureur
- 30 - Michaël Bultheel, Belgisch atleet
- 30 - Fredy Guarín, Colombiaans voetballer
- 30 - Yvonne Hak, Nederlands atlete
- 30 - Jamai Loman, Nederlands zanger
- 30 - Peter Pannekoek, Nederlands stand-upcomedian en tekstschrijver

### Juli

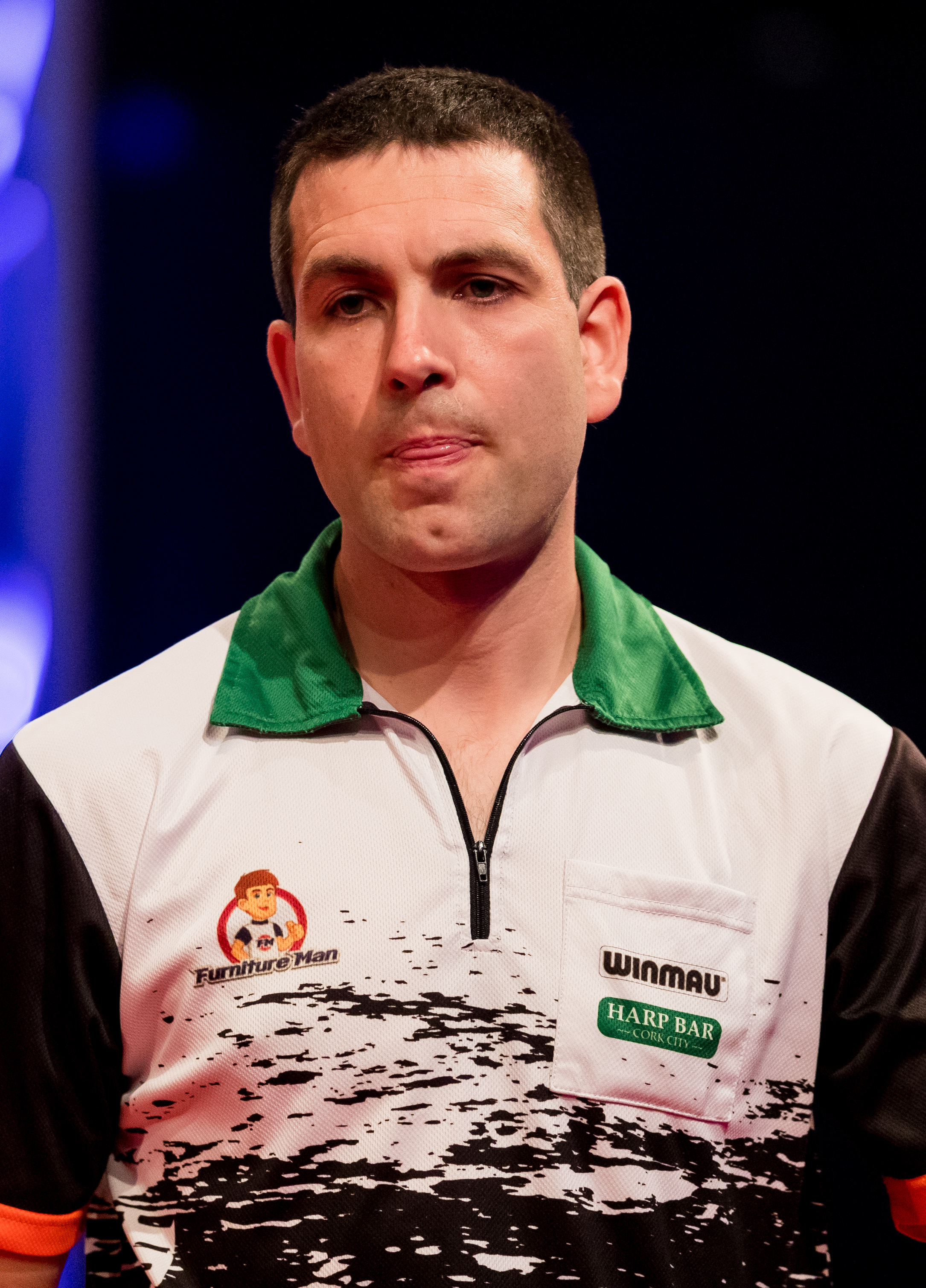
William O'Connor,
geboren op 15 juli

- 2 - Damaru, Surinaams zanger en rapper
- 2 - Lindsay Lohan, Amerikaans actrice
- 2 - Murray Stewart, Australisch kanovaarder
- 3 - Valeri Bortsjin, Russisch atleet
- 3 - Robina Muqim Yaar, Afghaans atlete
- 4 - Willem Janssen, Nederlands voetballer
- 4 - Sylvia Smit, Nederlands voetbalster
- 5 - Iryna Boerjatsjok, Oekraïens tennisster
- 5 - Ashkan Dejagah, Iraans-Duits voetballer
- 5 - Charlotte van Gils, Nederlands snowboardster
- 5 - Ryan Holman, Nederlands voetballer
- 5 - Nicholas Kipkemboi, Keniaans atleet
- 5 - Piermario Morosini, Italiaans voetballer (overleden 2012)
- 5 - Olga Volkova, Oekraïens freestyleskiester
- 5 - Adam Young, Amerikaans muzikant, producer en oprichter van Owl City
- 6 - Luigi Di Maio, Italiaans politicus
- 6 - Lennart Stekelenburg, Nederlands zwemmer
- 8 - Tim Kimman (Jebroer), Nederlands rapper
- 8 - Susan Krumins, Nederlands atlete
- 9 - Simon Dumont, Amerikaans freestyleskiër
- 11 - Nana Asare, Ghanees voetballer
- 11 - Yoann Gourcuff, Frans voetballer
- 12 - Marieke Elsinga, Nederlands presentatrice
- 12 - Diego Nunes, Braziliaans autocoureur
- 14 - Rafael Berger, Braziliaans voetballer
- 14 - Dan Smith, Brits zanger en pianist
- 14 - Marina Vondeling, Nederlands politica (Tweede Kamer, PVV)
- 15 - Tina Bachmann, Duits biatlete
- 15 - William O'Connor, Iers darter
- 15 - Josephine Onyia, Nigeriaans/Spaans atlete
- 15 - Sardar Singh, Indiaas hockeyer
- 15 - Isolde Van den Eynde, Belgisch journaliste
- 16 - Leith Brodie, Australisch zwemmer
- 16 - Bernard Kipyego, Keniaans atleet
- 18 - Thijs van Amerongen, Nederlands wielrenner
- 18 - Ruben Brekelmans, Nederlands politicus (VVD); sinds juli 2024 minister van Defensie
- 18 - Yossif Ivanov, Belgisch violist
- 18 - Gašper Švab, Sloveens wielrenner
- 19 - Philes Ongori, Keniaans atlete
- 20 - Benjamin Stasiulis, Frans zwemmer
- 22 - Iefke van Belkum, Nederlands waterpoloster
- 23 - Nadja Kamer, Zwitsers alpineskiester
- 23 - Jelena Sokolova, Russisch atlete
- 25 - Andrew Hunter, Brits zwemmer
- 25 - Maria Pietilä-Holmner, Zweeds alpineskiester
- 26 - LaShawn Merritt, Amerikaans atleet
- 27 - François Braud, Frans noordse combinatieskiër
- 29 - Willem Bosch, Nederlands scenarioschrijver en regisseur
- 30 - Arthur Abele, Duits atleet
- 31 - Zoltán Kelemen, Roemeens kunstschaatser
- 31 - Milano Koenders, Nederlands voetballer
- 31 - Anouk Maas, Nederlands actrice
- 31 - Svetlana Sleptsova, Russisch biatlete

### Augustus
- 1 - Kristoffer Broberg, Zweeds golfer
- 1 - Jelena Vesnina, Russisch tennisster
- 2 - Camilla Meurer, Nederlands actrice
- 2 - Luuk Verbij, Nederlands judoka
- 2 - Natascha van Weezel, Nederlands publiciste en cineaste
- 3 - Charlotte Casiraghi, Prinses Charlotte van Monaco, dochter van prinses Caroline van Monaco
- 3 - Darja Domratsjeva, Wit-Russisch biatlete
- 4 - Leon Camier, Brits motorcoureur
- 4 - Hernane Vidal de Souza, Braziliaans voetballer
- 5 - Levon Babujian, Armeens schaker
- 5 - Wesley Vanbelle, Belgisch voetballer
- 5 - Kathrin Zettel, Oostenrijks alpineskiester
- 6 - Mehmet Akgün, Duits voetballer
- 6 - Jérôme Coppel, Frans wielrenner
- 6 - David van Hetten, Nederlands atleet
- 6 - Shannon Szabados, Canadees ijshockeyster
- 7 - Paul Biedermann, Duits zwemmer
- 7 - Valter Birsa, Sloveens voetballer
- 7 - Ilja Tsjernoesov, Russisch langlaufer
- 8 - Kateryna Bondarenko, Oekraïens tennisster
- 8 - Kasper Hämäläinen, Fins voetballer
- 8 - Peyton List, Amerikaans actrice
- 8 - Mark Parsons, Engels voetbaltrainer
- 9 - Robert Kišerlovski, Kroatisch wielrenner
- 10 - John-Lee Augustyn, Zuid-Afrikaans wielrenner
- 10 - Jasminka Guber, Bosnisch atlete
- 10 - Aurélien Joachim, Luxemburgs voetballer
- 10 - Gal Leibovitz, Israëlisch voetbalscheidsrechter
- 10 - Frederic Vervisch, Belgisch autocoureur
- 11 - Christine Marshall, Amerikaans zwemster
- 11 - Nikolaj Morilov, Russisch langlaufer
- 11 - Bernard Rotich, Keniaans atleet
- 14 - Nicholas Ffrost, Australisch zwemmer
- 14 - Rudy Koek, Nederlands shorttracker
- 14 - Chelsea Marshall, Amerikaans alpineskiester
- 15 - Charlène de Lange, Nederlands zangeres
- 15 - Anna Segal, Australisch freestyleskiester
- 16 - Ted-Jan Bloemen, Nederlands-Canadees langebaanschaatser
- 16 - Christanne de Bruijn, Nederlands actrice en zangeres
- 16 - Sarah Pavan, Canadees volleyballer en beachvolleyballer
- 16 - Joren Seldeslachts, Vlaams acteur
- 17 - Denis Kornilov, Russisch schansspringer
- 18 - Hendrik Feldwehr, Duits zwemmer
- 18 - Mindaye Gishu, Ethiopisch atlete
- 18 - Ingmar van Riel, Nederlands shorttracker
- 19 - Merel Blom, Nederlands amazone
- 20 - Luis Alberto Marco, Spaans atleet
- 20 - Sandra Schenkel, Belgisch atlete
- 21 - Usain Bolt, Jamaicaans atleet
- 21 - Denisa Rosolová, Tsjechisch atlete
- 22 - Shane Cross, Australisch skateboarder (overleden 2007)
- 22 - Charlie Chan Dagelet, Nederlands actrice
- 23 - Brace, Nederlands zanger
- 23 - Christine Day, Jamaicaans atlete
- 23 - Evandro, Braziliaans voetballer
- 23 - Giuseppe Rossini, Belgisch voetballer
- 23 - Jennifer Simpson, Amerikaans atlete
- 23 - Marine Tondelier, Frans groen politicus
- 23 - Vic Wild, Amerikaans-Russisch snowboarder
- 23 - Lucas Vila, Argentijns hockeyer
- 24 - Aurélie Halbwachs, Mauritiaans wielrenster
- 24 - Lex Uiting, Nederlands verslaggever, presentator en zanger
- 26 - Cassie, Amerikaans zangeres
- 26 - Colin Kâzım-Richards, Engels-Turks voetballer
- 26 - Piero Pradenas, Belgisch volleyballer (overleden 2008)
- 26 - Davide Rigon, Italiaans autocoureur
- 26 - Kerstin Thiele, Duits judoka
- 27 - Sarah Chronis, Nederlands actrice
- 27 - Pascal Kochem, Duits autocoureur
- 27 - Sebastian Kurz, Oostenrijks politicus en premier
- 27 - Sjoerd van Ramshorst, Nederlands sportpresentator
- 28 - James Davison, Australisch autocoureur
- 28 - Matthew Edgar, Engels darter
- 28 - Jeff Green, Amerikaans basketballer
- 28 - Fons Hendriks, Nederlands verslaggever en presentator
- 28 - Gilad Shalit, Israëlisch militair
- 28 - Florence Welch, Brits zangeres
- 29 - Johan Carlsson, Zweeds golfer
- 29 - Lea Michele, Amerikaans actrice
- 30 - Roderick Oosten, Nederlands shorttracker
- 31 - Feng Tian Wei, Chinees-Singaporees tafeltennisster
- 31 - Manon Melis, Nederlands voetbalster
- 31 - José Miguel Pérez, Spaans triatleet
- 31 - Gaston Salasiwa, Nederlands voetballer
- 31 - Melanie Schlanger, Australisch zwemster
- 31 - Johnny Wactor, Amerikaans acteur (overleden 2024)

### September
- 1 - Gaël Monfils, Frans tennisser
- 1 - Maguette Ndiaye, Senegalees voetbalscheidsrechter
- 1 - Shahar Zubari, Israëlisch windsurfer
- 2 - Gelson Fernandes, Zwitsers voetballer
- 2 - Moses Kipsiro, Oegandees atleet
- 2 - Willie Overtoom, Nederlands voetballer
- 2 - Efrén Vázquez, Spaans motorcoureur
- 3 - Richard Keen, Brits autocoureur
- 4 - Lorenzo Davids, Surinaams-Nederlands voetballer
- 4 - Stefano Gross, Italiaans alpineskiër
- 4 - Igor Jerochin, Russisch atleet
- 6 - Martin Jakš, Tsjechisch langlaufer
- 6 - Thomas Lüthi, Zwitsers motorcoureur
- 6 - Kalani Queypo, Amerikaans acteur
- 6 - Saskia Weerstand, Nederlands radio-dj en programmamaker
- 7 - Jen Hudak, Amerikaans freestyleskiester
- 7 - Denis Istomin, Oezbeeks tennisser
- 7 - Vicky Maeijer, Nederlands politica
- 7 - Federico Pizarro, Argentijns handballer
- 8 - Nicolás Gallo, Colombiaans voetbalscheidsrechter
- 8 - Kirill Nababkin, Russisch profvoetballer
- 9 - Daniel Bailey, atleet uit Antigua en Barbuda
- 9 - Brittney Reese, Amerikaans atlete
- 10 - Ashley Monroe, Amerikaans countryzangeres
- 11 - Adam Dixon, Engels hockeyer
- 11 - Tobias Mikkelsen, Deens voetballer
- 11 - Rishod Sobirov, Oezbeeks judoka
- 12 - Kamila Chudzik, Pools atlete
- 12 - Joanne Jackson, Brits zwemster
- 12 - Yuto Nagatomo, Japans voetballer
- 12 - Emmy Rossum, Amerikaans actrice
- 12 - Kevin Seeldraeyers, Belgisch wielrenner
- 12 - Tim Vincken, Nederlands voetballer
- 12 - Freddy Wennemars, Nederlands schaatser
- 13 - Levi Schwiebbe, Nederlands voetballer
- 14 - Steven Naismith, Schots voetballer
- 14 - Berat Sadik, Macedonisch-Fins voetballer
- 15 - Aleksandr Bessmertnych, Russisch langlaufer
- 15 - Sanja Jovanović, Kroatisch zwemster
- 17 - Sophie, Brits zangeres, muziekproducente en dj (overleden 2021)
- 18 - Renaud Lavillenie, Frans atleet
- 18 - Stephanie Louwrier, Nederlands actrice en zangeres
- 19 - Gerald Ciolek, Duits wielrenner
- 19 - Grete Eliassen, Noors-Amerikaans freestyleskiester
- 19 - Mario Escobar, Guatemalteeks voetbalscheidsrechter
- 19 - Sally Pearson, Australisch atlete
- 20 - Alexandra Putra, Frans zwemster
- 21 - George Simion, Roemeens nationalistisch activist en politicus
- 22 - Alemayehu Bezabeh, Ethiopisch-Spaans atleet
- 23 - Mansoer Isajev, Russisch judoka
- 25 - Albert Subirats, Venezolaans zwemmer
- 25 - Wesley Verhoek, Nederlands voetballer
- 27 - Alexandru Epureanu, Moldavisch voetballer
- 27 - Drago Gabrić, Kroatisch voetballer
- 27 - Ricardo Risatti, Argentijns autocoureur
- 29 - Stefan Hula Jr, Pools schansspringer
- 30 - Olivier Giroud, Frans voetballer
- 30 - Cristián Zapata, Colombiaans voetballer

### Oktober

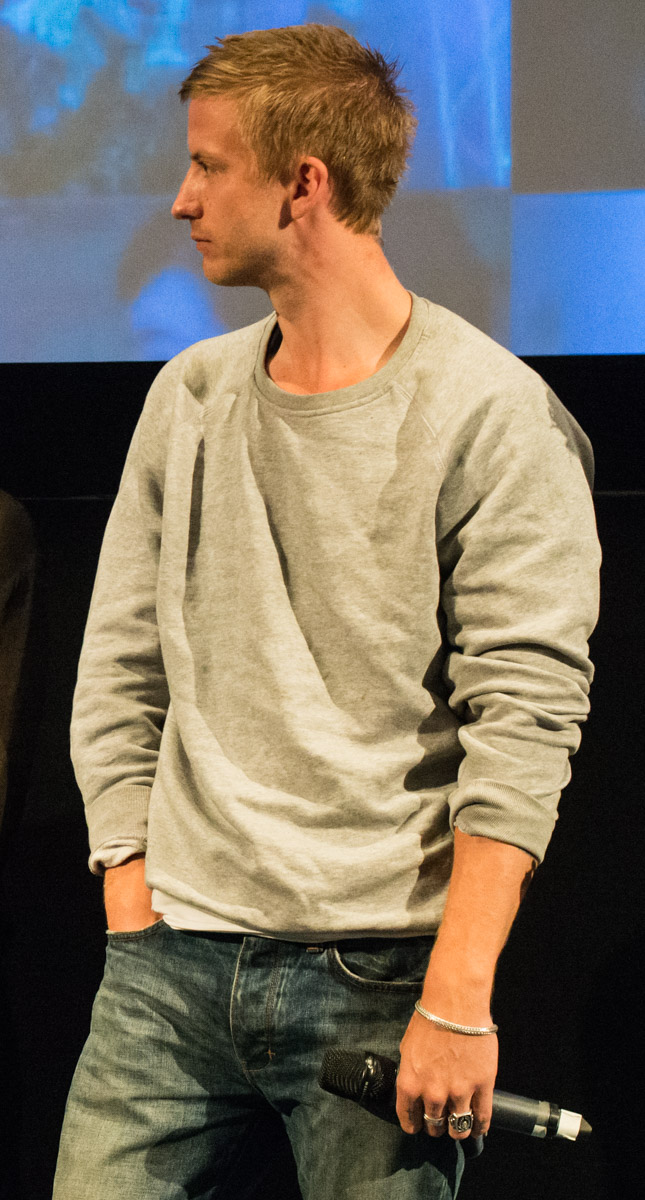
Filip Berg,
geboren in 1986

- 1 - Daniela Katzenberger, Duits zangeres, presentatrice en model
- 1 - Kalyna Roberge, Canadees shorttrackster
- 2 - Arjen de Baat, Nederlands wielrenner
- 2 - Camilla Belle, Amerikaans actrice
- 2 - Filip Berg, Zweeds acteur
- 3 - Eshetu Wendimu, Ethiopisch atleet
- 4 - Mariela Scarone, Argentijns hockeyster
- 5 - Rui Costa, Portugees wielrenner
- 5 - Kirk Shepherd, Engels darter
- 6 - Adil Auassar, Nederlands voetballer
- 6 - Michael Brandenbourg, Belgisch atleet
- 6 - Vera Doesjevina, Russisch tennisster
- 6 - Marion Josserand, Frans freestyleskiester
- 6 - Adam Kokoszka, Pools voetballer
- 6 - Bruno Oscar Schmidt, Braziliaans beachvolleyballer
- 7 - Regina Bruins, Nederlands wielrenster
- 7 - Tom van Grieken, Belgisch politicus (VB)
- 7 - Lee Nguyen, Amerikaans voetballer
- 7 - Vũ Thị Hương, Vietnamees atlete
- 8 - Martin Günther, Duits atleet
- 9 - Laure Manaudou, Frans zwemster en olympisch kampioene (2004)
- 10 - Billy Johnson, Amerikaans autocoureur
- 10 - Pierre Rolland, Frans wielrenner
- 10 - Andy Sierens, Vlaams rapartiest (overleden 2008)
- 12 - Robe Guta, Ethiopisch atlete
- 12 - Kirk Palmer, Australisch zwemmer
- 12 - Raimo Westerhof, Nederlands atleet
- 12 - Michael Woods, Canadees wielrenner
- 13 - Gabriel Agbonlahor, Engels voetballer
- 14 - Kelly-Ann Baptiste, atlete van Trinidad en Tobago
- 14 - Henrique Adriano Buss, Braziliaans voetballer
- 15 - Carlo Janka, Zwitsers alpineskiër
- 15 - Marie Sebag, Frans schaakster
- 16 - Derk Boerrigter, Nederlands voetballer
- 16 - Éva Csernoviczki, Hongaars judoka
- 16 - Brady Leman, Canadees freestyleskiër
- 16 - Craig Pickering, Brits atleet
- 16 - Samuel Pizzetti, Italiaans zwemmer
- 17 - Simon Harris, Iers premier
- 17 - Kris McLaren, Australisch motorcoureur
- 17 - Catherine Timmermans, Belgisch atlete
- 20 - Meba Tadesse, Ethiopisch atleet
- 20 - Marija Trmčić, Servisch alpineskiester
- 24 - Freek Bartels, Nederlands zanger en acteur
- 24 - Federico Bocchia, Italiaans zwemmer
- 24 - Drake, Canadees acteur en rapper
- 24 - Pedro Pablo Hernández, Chileens voetballer
- 24 - Oliver Jackson-Cohen, Engels acteur
- 24 - Marije Smits, Nederlands paralympisch atlete
- 25 - Eva Cleven, Nederlands dj en presentatrice
- 25 - Muhammad Taqi, Singaporees voetbalscheidsrechter
- 26 - Erik Jendrišek, Slowaaks voetballer
- 26 - René Rast, Duits autocoureur
- 27 - Dickson Chumba, Keniaans atleet
- 28 - Kristina Bröring-Sprehe, Duits amazone
- 28 - May Calamawy, Egyptisch-Palestijns actrice
- 29 - Myriam Soumaré, Frans atlete
- 30 - Sebastián Crismanich, Argentijns taekwondoka
- 31 - Chris Alajajian, Australisch-Armeens autocoureur
- 31 - Shona Rubens, Canadees alpineskiester
- 31 - Elsad Zverotić, Montenegrijns voetballer

### November

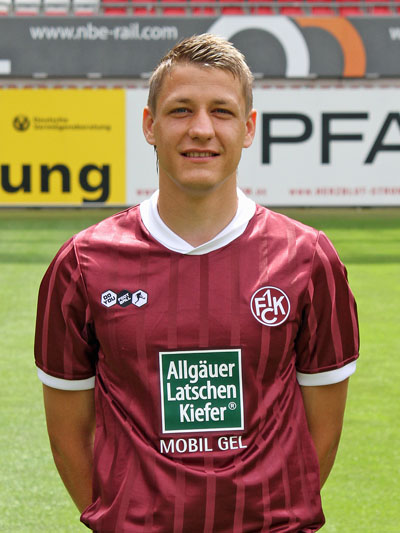
Ivo Iličević,
geboren op 14 november

- 2 - Romela Begaj, Albanees gewichthefster
- 2 - Yes-R, Nederlands-Marokkaans rapper
- 3 - Maxime Bouet, Frans wielrenner
- 3 - Teun Luijkx, Nederlands acteur
- 4 - Vladimir Barnaure, Roemeens schaker
- 4 - Abdullah El Baoudi, Nederlands acteur (overleden 2012)
- 4 - Ivo Iličević, Kroatisch voetballer
- 4 - Christa Stuart, Nederlands voetbalster
- 4 - Wong Wan Yiu Jamie, Hongkongs wielrenner
- 4 - Adrian Zaugg, Zuid-Afrikaans autocoureur
- 5 - Melissa Dupré, Belgisch atlete
- 5 - Matthew Goss, Australisch wielrenner
- 6 - Aleksej Kozlov, Russisch voetballer
- 6 - Adrian Mierzejewski, Pools voetballer
- 6 - Denys Sjoerman, Oekraïens voetbalscheidsrechter
- 6 - Jason Vandelannoite, Belgisch voetballer
- 7 - Jimmy Auby, Zuid-Afrikaans autocoureur
- 9 - Candice Adea, Filipijns ballerina
- 9 - Julian Eberhard, Oostenrijks biatleet
- 10 - Ilias Iliadis, Grieks judoka
- 10 - Benno Nihom, Nederlands voetbaltrainer (damescoach)
- 10 - Josh Peck, Amerikaans acteur
- 10 - Samuel Wanjiru, Keniaans atleet (overleden 2011)
- 11 - Jon Batiste, Amerikaans singer-songwriter, bandleider en tv-persoonlijkheid
- 11 - Eirik Brandsdal, Noors langlaufer
- 11 - Ben Youssef Méité, Ivoriaans atleet
- 11 - Jeffrey Riseley, Australisch atleet
- 12 - Vincent Karremans, Nederlands ondernemer en politicus (VVD)
- 13 - Sergej Bakoelin, Russisch atleet
- 13 - Hassan Slaby, Nederlands acteur
- 14 - Ivo Iličević, Kroatisch voetballer
- 15 - Anouk Dekker, Nederlands voetbalster
- 15 - Winston Duke, Trinidadaans acteur
- 15 - Éder Citadin Martins, Braziliaans-Italiaans voetballer
- 16 - Yoann Tiberio, Frans motorcoureur
- 17 - Lieselot Matthys, Belgisch atlete
- 17 - Nani (Luís Carlos Almeida da Cunha), Portugees voetballer
- 17 - Greg Rutherford, Brits atleet
- 18 - Andrei Chivulete, Roemeens voetbalscheidsrechter
- 18 - Aaron Swartz, Amerikaans computerprogrammeur, schrijver en internetactivist (overleden 2013)
- 18 - James Thompson, Zuid-Afrikaans roeier
- 19 - Nellie Benner, Nederlands actrice en presentatrice
- 19 - Erin Hamlin, Amerikaans rodelaarster
- 19 - Dmitri Poljanski, Russisch triatleet
- 19 - Dayron Robles, Cubaans atleet
- 19 - Jessicah Schipper, Australisch zwemster
- 20 - Dayaris Mestre, Cubaans judoka
- 20 - Oliver Sykes, Brits zanger
- 21 - Rutger Remkes, Nederlands acteur
- 21 - Miranda Sings, Amerikaans YouTube-personage
- 22 - Saskia de Jonge, Nederlands zwemster
- 22 - Oscar Pistorius, Zuid-Afrikaans paralympisch atleet
- 23 - Ivan Bandalovski, Bulgaars voetballer
- 24 - Gert-Jan Schep, Nederlands paralympisch sporter
- 24 - Ryan Whiting, Amerikaans atleet
- 25 - Elsie Moraïs, Vlaams zangeres
- 25 - Benjamin Starke, Duits zwemmer
- 26 - Sammy Kitwara, Keniaans atleet
- 26 - Bauke Mollema, Nederlands wielrenner
- 28 - Jason Dunford, Keniaans zwemmer
- 28 - Getu Feleke, Ethiopisch atleet
- 28 - Alfred Yego, Keniaans atleet
- 29 - Dorin Dumitru Velicu, Roemeens skeletonracer
- 30 - Silvia Bertagna, Italiaans freestyleskiester
- 30 - Jevgenia Linetskaja, Russisch, later Israëlisch, tennisspeelster
- 30 - Boggie, Hongaars zangeres

### December
- 1 - Andrew Tate, Amerikaans-Brits influencer en voormalig kickbokser
- 2 - Claudiu Keșerü, Roemeens voetballer
- 2 - Ronald Vargas, Venezolaans voetballer
- 3 - Annelien Coorevits, Miss België 2007
- 3 - Stephanie Roorda, Canadees wielrenster
- 5 - Javier Aramendia, Spaans wielrenner
- 5 - Marlijn Binnendijk, Nederlands wielrenster
- 5 - James Hinchcliffe, Canadees autocoureur
- 5 - Kyteman, Nederlands hiphopartiest
- 5 - Nicolas Marroc, Frans autocoureur
- 5 - Bernadette Massar, Nederlands paralympisch sportster
- 5 - Dave Ryding, Brits alpineskiër
- 6 - Sean Edwards, Brits autocoureur (overleden 2013)
- 7 - Kacper Kozłowski, Pools atleet
- 7 - Nita Strauss, Amerikaans gitariste
- 8 - Valentina Artemjeva, Russisch zwemster
- 9 - Philip Geipel, Duits autocoureur
- 9 - Alan Kijas, Oostenrijks voetbalscheidsrechter
- 10 - Anicka van Emden, Nederlands judoka
- 12 - Lucas Calabrese, Argentijns zeiler
- 12 - Përparim Hetemaj, Kosovaars-Fins voetballer
- 12 - Joyce Kokkinakis, Vlaams belspelmeisje
- 13 - Christian Engelhart, Duits autocoureur
- 15 - Erjon Tola, Albanees skiër
- 17 - Olga Golovkina, Russisch atlete
- 17 - Marieke van de Zilver, Nederlands politiek verslaggeefster
- 18 - Anna Nooshin, Iraans-Nederlands ondernemer, presentratice en modeblogger
- 19 - Ryan Babel, Nederlands voetballer
- 19 - Zuzana Hejnová, Tsjechisch atlete
- 21 - João Benta, Portugees wielrenner
- 21 - Yvonne Coldeweijer, Nederlands presentatrice, zangeres, actrice en vlogger
- 21 - Sébastien Siani, Kameroens voetballer
- 22 - Herman Hofman, Nederlands radiopresentator
- 23 - Arcangel, Puerto Ricaans-Dominicaans reggaeton-artiest en acteur
- 23 - Balázs Dzsudzsák, Hongaars voetballer
- 24 - Theodor Gebre Selassie, Tsjechisch voetballer
- 24 - Riyo Mori, Japans Miss Universe 2007
- 25 - Raymond Mens, Nederlands politicoloog, politiek strateeg en Amerikakenner
- 25 - Mekubo Mogusu, Keniaans atleet
- 25 - Deborah Scanzio, Zwitsers-Italiaans freestyleskiester
- 26 - Manuel Broekman, Nederlands acteur
- 26 - Kit Harington, Engels acteur
- 26 - Hugo Lloris, Frans voetballer
- 27 - Sandra Auffarth, Duits amazone
- 27 - Torah Bright, Australisch snowboardster
- 28 - Ana Jelušić, Kroatisch alpineskiester
- 28 - Tom Huddlestone, Engels voetballer
- 28 - Louis Clincke, Belgisch wielrenner
- 29 - Colin Brittain, Amerikaans drummer
- 30 - Onyekachi Apam, Nigeriaans voetballer
- 30 - Domenico Criscito, Italiaans voetballer
- 30 - Ellie Goulding, Brits zangeres
- 30  - Jeroen van der Zee, Nederlands scenarioschrijver
- 30 - Gianni Zuiverloon, Nederlands voetballer

### Datum onbekend
- Joris van den Berg, Nederlands cellist
- Karolien Berkvens, Nederlands schrijfster
- Nel Bonte, Belgisch beeldend kunstenares
- Jim Deddes, Nederlands acteur en schrijver
- Woinshet Girma, Ethiopisch atlete
- Nienke de la Rive Box, Nederlands presentatrice en actrice
- Marleen de Rooy, Nederlands politiek verslaggever
- Thomas Rueb, Nederlands onderzoeksjournalist en tv-presentator
- Kristine Strackx, Belgisch atlete
- Toverberg, Nederlands singer-songwriter en bassist

## Weerextremen in België
- 19 januari: Storm veroorzaakt schade in het hele land: windstoten tot 140 km/h in Oostende.
- februari: Een van de koudste maanden van de eeuw met 24 vorstdagen.
- 31 maart: Natste maart-decade van de eeuw: neerslaghoeveelheid: 99,3 mm.
- 11 april: Maximumtemperatuur blijft onder −4,0 °C in Botrange (Waimes).
- 12 april: Laagste minimumtemperatuur voor de maand april: −4,7 °C.
- 14 april: Vierde opeenvolgende ijsdag in Botrange (Waimes).
- 25 april: De kernramp van Tsjernobyl brengt de diensten van het KMI in staat van alarm. De doortocht van de radioactieve wolk over België wordt enkele dagen later, op 1 en 2 mei, gedetecteerd. Gelukkig regent het bijna niet gedurende die twee dagen.
- juli: Juli met laagste gemiddelde windsnelheid: 2,3 m/s (normaal 3,1 m/s).
- 3 augustus: Maximumtemperatuur in Kleine-Brogel (Peer): 37,2 °C.
- 3 augustus: Tornado's met veel schade in de streek van Rance (Sivry) en van Hamme, in het Land van Waas.
- 10 september: De minimumtemperatuur zakt tot −1,2 °C in Rochefort.
- september: September met laagste gemiddelde minimumtemperatuur: 7,3 °C (normaal 10,8 °C).
- 20 oktober: Storm met schade in het centrum van het land. Windsnelheid tot 115 km/h in Antwerpen.
- 18 december: Storm trekt over België met windstoten tot 125 km/h in Oostende.

Bron: KMI Gegevens Ukkel 1901-2003 met aanvullingen 